# アングリーバード
『アングリーバード』（Angry Birds）は、フィンランドのロビオ・エンターテインメント（旧：Rovio Mobile）がiPhone向けに開発したモバイルゲームである。2009年12月にApp Storeで販売されてから、後にAndroid版やPC版およびMac版が開発され、シリーズを含めた累計ダウンロード数は2015年時点で25億以上ともいわれている。
このゲームはヨーロッパ、アメリカ、中東、中国などで大ヒットし、世界では2010年で最も成功したゲームソフト、または世界で最も成功したモバイルゲームと評され、世界の至る国でグッズ販売、アニメ化などメディアミックスを果たした。また、同社はこの作品一つで資本を10倍以上に増強し、社員も20数名から数百名まで増加させ、大規模なオフィスを入手し、本社の壁に鳥たちが描かれたりしているなど、名実ともに同社の看板作品として成長した。いっぽうで日本のみAngry Birdsの知名度はかなり低く、ROVIOの日本法人は2016年に撤退している。
2012年には、後述のフジテレビとのコラボレーション、タイトーによるプライズ化など、日本国内での展開を本格化させた。また、2014年には『パズル&ドラゴンズ』とのコラボレーション企画も行われている。

## 概要
Angry Birdsはスリングショットの特性を活用した、アクションパズルゲームである。主人公の鳥たち（後述）をスリングショットで放ち、フィールド上に潜む敵の豚（後述）を倒すのが目的で、フィールド上の豚を全滅させればレベルクリアとなり、次のレベルに進むことができる。この鳥たちが活躍する各フィールドをレベルと呼んでおり、そのレベルを包含するものをチャプターと呼んでいる。また、アップデート毎に追加される各エピソードは1～3のチャプターを包含している。
プレイヤーは最初からレベルを選択できない。個々のレベルをクリアしていかないと、次のレベルに進むことはできない。また、各レベルでは、クリアした時の得点に応じて星が与えられる。星は最低で1つ、最高で3つであり、全てのレベルで星を3つ獲得すると隠しステージに行ける。この星の必要得点は、レベルによって異なっている。また、エピソードごとの総得点が記録されているので、総得点の底上げを行うやりこみ要素も持っている。

## 構成
各レベルにはスリングショットの発射台と主人公の鳥たち、敵、そしてオブジェクト（後述）が存在する。なお、フィールド画面の拡大、縮小はピンチ（2本の指で画面を抓むようにして拡大、縮小させる基本操作）によって可能である。

## 登場キャラクター

### バード
バードは、2011年現在、姉妹作品を含めると11種類存在し、（Mighty Eagle及びSpace限定キャラを除く）The Flockと呼ばれている。当初はレッド、ザ・ブルース、チャックのみであったが、後のアップデートによって、異なる特殊能力を持つ鳥たちが追加されていった（とりわけ、後述するレッド、ザ・ブルース、チャック、マチルダ、そしてボムの５羽は最初のエピソードから登場しているためOriginal　Flockと呼んでいる）。特殊能力は、発射後に画面をタップして起動する。各レベルにおいて使用できるバードの数、種類、順番は決まっている。ショットを終えたバードたちは、動きが止まるまでは画面に居続けるが、動きが止まると自然消滅する。先に飛ばしたバードが消えないうちに次の鳥を発射させることもできるが、そのバードが障害物になることもある。また、鳥の消滅後も、オブジェクト（後述）がドミノ倒しのように崩れ続けたり、慣性でピッグが転がり続けて落ちることがある。
なお、各レベルのクリアに全ての鳥を使う必要はなく、残った鳥に対して1羽ごとに10000点のボーナスが与えられる。
一方、バードの種類やオブジェクトの配置によっては、かえって次の鳥の攻撃の妨げになるような崩し方しかできないため、効率の良さや高得点を狙うためにはあえて捨て玉を使うという戦略も必要である。

#### 全シリーズ登場するバード
レッド（Red）雄
操作の基本となる赤い色のバード。種類はショウジョウコウカンチョウ。1つの標的にしか当てることができない上、威力も弱い。その代わり、弾力は高いので、オブジェクトを弾き飛ばすのが基本的な操作手段。また、身体が丸いので地面を転がることができる。発射後にタップすると鳴き声を上げるが、能力に変化はない。しかし同作品のレッドのマイティフェザーでは、タップ方向に体当たりを仕掛ける能力を得た。更にAngry Birds 2ではタップすると前方に赤いオーラを出してオブジェクトを押し除ける能力を得た。アドベンチャーでも能力を持っているが詳しくは後述。テレンスは姿がかなり似ているが羽の色も含め全くの別人。劇場版では頭身が変更されて主人公となった。
ブルース（The blues）（ジェイク、ジム、ジェイ（Jake、Jim、Jay））いずれも雄
姿の小さな三つ子の青いバードで、普段は1羽しか見えない。種類はアオカケス。発射後、画面をタップすると3方向に分散し、敵やオブジェクトを攻撃することができる。威力はRed Birdより弱いが、氷との相性が良く、薄い一枚ならば貫通させる能力を持つ。また、分裂直後は若干スピードがアップし、威力が増す。
チャック（Chuck）雄
三角形の黄色いバード。種類はカナリア。発射後にタップすることでずっと直進に加速し、威力と飛距離を伸ばす。木との相性が良いが、ボムほどの貫通力を所持しているわけではない。飛距離がまったく落ちないのが良点。氷と石は貫通させられない。
マチルダ（Matilda）雌
卵の姿をした白い雌のバード。種類はニワトリ。発射後にタップすると、爆発する卵を落下させる。また、卵を落とした後は急加速して右上に飛び去っていく習性があるため、結果的に3回までの攻撃が可能。急加速した状態はかなり威力が高いが、卵を落とさずにオブジェクトに当たった場合の威力はどの鳥と比べてもかなり弱い。体が重いため、卵を持った状態のままでは、あまり遠くに飛ばすことはできない。尚、当初は、卵を放った後、体が萎んで右上に飛び去っていったが、後に、体はそのままだが、回転して右上に飛び去る描写に変えられた。Angry Birds Toonsが登場した2012年以降を境にしてそれ以降の新作のゲームでは、女性風の姿にデフォルメされたり、女性らしい声を発するように。
ボム（Bomb）雄
爆弾の姿をした黒いバード。種類はクロアカウソ。発射後にタップするとすぐに爆発するが、タップしなくてもオブジェクトや敵、地面に触れると赤くなり、数秒後、自動的に爆発する。この爆発は威力が高く、広範囲のオブジェクトや敵を破壊できるだけでなく、爆風で敵を倒したりオブジェクトを吹き飛ばしたりすることもできる。爆発前の体当たりの威力も高く、氷や石も簡単に破壊できる。ただし、体が重いため、あまり遠くに飛ばすことはできない。
ショックウェーブ（Shockwave）
ボムの帯電バージョンで事実上の上位互換。タップした時や接触後に電撃を放射、オリジナルよりもオブジェクトを吹き飛ばす上、範囲内にいるすべてのピッグを即死させる。原作とSeasonsでパワーアップで登場しているが前者ではそれに加えて一触即発のチャプターで、オリジナルが薬品によって帯電したという設定で代わりに登場している。
ハル（Hal。英語圏ではAl）雄
ブーメランの形をした緑色のバード。種類はキバシミドリチュウハシ。発射後にタップすると、ブーメランのようにUターンし、発射台の反対側から攻撃ができる。貫通力は低いが、タップを用いない飛距離は一番長い。また、木と氷、双方に相性が良い。Angry Birds RIOには登場していなかったが、AREA11でようやく姿を見せた。Angry Birds 2を除くと、ブーメラン能力の発動タイミングの調整のしにくさから最も扱いにくいバードであり、Angry Birds Friendsではハルのブーメラン能力以外で到達できない隠しポイントがステージ上に大量に付与されることも多くなった。
Angry Birds RIOからは嘴をより目立たせたデザインに。また、Angry Birds 2では実装後に上方が行われ、通常のバードより長距離飛ぶように。更に障害物に当たった後にもブーメラン能力を発動できるようになった他、その時には多数のオブジェクトを種類関係なく貫通するようになった。
テレンス（Terence）雄
レッドをそのまま巨大化させたようなバードで、声も野太い。種類はRedと同じショウジョウコウカンチョウ。威力は段違いに高く、一帯のオブジェクトや敵を破壊できるが、一切の特殊能力を持たない。弾力もそこそこ高い。Angry Birds Friendsなどでは「ウィングマン」と呼ばれる強化版テレンスをステージ中に使用できるブースターアイテム（特に、どうしても追加バードが欲しい時）としても実装されている。Angry Birds 2では、障害物に当たった直後のみ貫通力が大幅に強化される能力も持つ。
バブルス（Bubbles）雄
Seasonsにおける2012年版ハロウィンステージから登場したキャラクター。種類はボルチモアムクドリモドキ。体は小さいが、タップすると一時的に頬袋を大きく膨らませ、オブジェクトや敵を吹き飛ばすことができる。また、タップせずともBlack Birdのようにオブジェクトや地面、壁に触れた後に一定時間が経過すると頬が膨らむ。その後はすぐ萎んで、不定の方向へ吹き飛んで消える。また、膨らむ前もそこそこの貫通能力を持つ。Seasonsでの水中ギミックが登場するステージでは見かけによらず何故か沈没する上不定方向にも飛ばない。The Angry Birds Movieでは登場するが、The Angry Birds Movie 2では過去の回想シーン以外で登場しない。Angry Birds 2では膨らむ範囲が増加、膨らんだ後はしばらく残るようになるが、退場時には不定の方向へ飛ばず、その場で破裂するだけに。また、後述する竹林ステージのワープゲートを膨らんだ状態で潜り抜けると萎んだ状態で出てきている。
ステラ（Stella）雌
Seasonsにおける学校ステージから登場したキャラクター。種類はモモイロインコ。2羽目の雌キャラクターである。体は小さいが、タップするか、オブジェクトや地面、壁などに触れた後、その一体に魔法の泡を作り、その泡に含まれるオブジェクトや敵を持ち上げる。一定時間経つと消えるが、この泡はかなり力があり、石や柱などといった重いオブジェクトも持ち上げられるほか、落下の衝撃が期待できるため、かなりの破壊力を秘めている。しかし発射する最初の泡の範囲が狭い。また、単独でヒットした場合は、弾力はそこそこ高いが、貫通能力は持っていない。Original版では、Birdday Partyの追加チャプターから登場し、RIOではROCKET RUMBLEから登場。2014年にはAngry Birds Stellaと呼ばれる外伝作品と短編アニメが作られたが、後にサービス終了した。Angry Birds 2では発生する泡の範囲と数が増加。これを使ってボスピッグをステージ横方向へ退場させることも出来るように。

#### Angry Birds 2から登場したバード
シルバー(Silver) 雌
2015年にリリースされたAngry Birds 2やごく一部の作品にのみ登場する新キャラクターの灰色の鳥。種類はハヤブサ。能力は空中で一回転し、そのまま真下に落下する能力。ボムほどではないが石に貫通力がある。Angry Birds 2のリリース当時からずっと存在しているバードであるが、Angry Birds 2の初期のバード7体の中では一番弱く、特にボムで石を破壊しやすいことが要因ともいえたため、小手調べのような使い方が好ましかった。しかし最新版のアップデートにより、自分の能力で地面に激突した場合は地震を起こして遠距離の敵やオブジェクトにもダメージを与えられるようになったため、現在はその汚名を返上している。更にオブジェクトを能力発動直後の一回転を利用して少しだけ破壊をしたり、ボス戦にてボスピッグの頭上から急降下することでそれに多大なダメージを与えたり、能力発動直後の回転を利用してボスピッグを場外に吹き飛ばしたりとかなり活躍できるなど、柔軟性ではトップクラス。The Angry Birds Movie 2に登場する同名のキャラクターは大幅に設定が変更されているが、これによって性別が雌であることが確定した。
メロディ（Melody) 雌
2022年末にAngry Birds 2で追加された、クリーム色の新バード。名前の通り歌うことが得意だと思われ、発声練習等のムーブを見せている。モチーフはハイイロタチヨタカ。一度タップまたはオブジェクトに接近すると口を開けてオブジェクトやピッグを吸収、もう一度タップした方向へそれらを勢いよく放出するという極めて強力な能力の持ち主で、このバードのみでウェーブを突破したりボスピッグに大ダメージを与えたり出来ることも。但しバードやボスピッグは吸収出来ず、能力がオブジェクト依存なのでオブジェクトがないステージでは腐りやすい。
レオナルド（Leonard) ピッグ（雄）
本来The Angry Birds Movieに登場するピッグの悪役だが、Angry Birds 2でのみ2019年ごろにプレイアブル化され、鳥と同じように使用できるキャラクターとなった。能力は最大三回まで鼻水ボールを発射し、ボールを発射した反動で本来とは別方向に吹き飛ぶことである。鼻水ボールがぶつかった物体は摩擦抵抗が一切なくなる。レオナルド本体がぶつかった場合も同様に、衝突した近くの物体の摩擦抵抗をなくし、そのうえでダメージ判定のない衝撃波が発生する。この能力は最大4体のターゲットを仕掛けることができるので、ハル以上に上級者向けのキャラクターである。

#### その他のゲーム限定のバード
ブルー＆ジュエル（Blu+Jewel）ブルーは雄、ジュエルは雌
RIOのみに登場する青いインコ。種類はコンゴウインコ。2羽が絡まった状態で、放物線を描くように落下していくが、タップするとその場で真横に突進する。威力が高い。AREA2のレベル15とAREA3の「BEACH VALLEY」のみ登場していたが、Market Mayhem後半で久々に登場した。
ブルー（Blu）雄
同じくRIOのみに登場する青いインコで、AREA4から登場する。暴れん坊で、オブジェクトに触れるかタップするとその場で一定時間暴れ、周りのものを吹き飛ばす。その後は力尽きて、羽を畳み、真下に落下して消滅する。鳥の中で一番重い。
アイスバード(Ice Bird)
Angry Birds Spaceにのみ登場するバード。見た目はそのまま四角の氷であり、顔つきはボムとほとんど同じ。衝突した周りの物体を凍結させる。
トニー(Tony) 雄
見た目がテレンスとほとんど同じだが、色が水色。Angry Birds Seasonsでのみ登場。能力は真下への落下。
ポピー(Poppy)、ルカ（Luca)、ウィロー(Willow)、ダリア(Dahlia)　雌
Angry Birds Stellaでのみ登場。ポピーは真下にドリル上に落下する。ルカは指定した方向に衝撃波を流す。ウィローは一度タップすると空中で回転しながら半時計周りかつ上方向に回り始め、タップを離すことで指定した方向に直進する。ダリアは一度タップすると本来通過できない物体を通過する方向を定め、もう一度タップすると指定した位置に貫通ワープし、その場で一回転して物体を破壊する。ワープ能力を発動しなかった場合、ぶつかった場所から破壊能力のみを発動する。四体はThe Angry Birds Movie,The Angry Birds Movie 2にもほんの僅かだが登場している。
マイティーイーグル(Mighty Eagle) 雄
最強のキャラクターだが、バードのように飛ばしたりして使用するものではない。Angry Birdsでは課金することで解放される存在。魚の缶を投げると、その位置にイーグルの影が召喚され、空中から落下して大規模な衝撃を与える。そしてマイティーイーグルのやってきた位置に関わらず、その場にいるピッグは全員即死する。一回のマイティーイーグルの召喚で物体を何割破壊できたかでスコアを決めるチャレンジモードも存在する。Angry Birds 2ではブースターアイテムの一つとして魚の缶が登場。The Angry Birds Movieでは、バードアイランドの英雄であったことは紛れもない事実であるが、ゲーム内の設定から変更されて太った中年のように描写されている。The Angry Birds Movie 2ではゼータの元カレだったことになっている。

### 敵
敵はフィールド上に身を潜めているピッグであり、大切な卵を盗んだことで、Flockたちがそれを取り返すというのが基本エピソードである。総じて緑色で、数種類のサイズがあり、より大きなサイズほど攻撃に対する耐性が強い。また、ヘルメットを被った個体は、上からの衝撃に耐性を持っており、王冠を被ったものが最も耐性が高い。衝撃を受けると顔付きが変化していき、ダメージ度合の目安となる。直接攻撃する、オブジェクトを上から落とすなどして衝撃を与える、高い所から転がしたり落下させたりする、あるいは爆風や衝突によるショック、下から震動を与えるといった方法などでも倒せる。Angry Birds 2では状況に応じて様々なモーションを見せている。
敵はThe Angry Birds Movie 2などで登場したゼータなどを除き、全員ピッグである。尚、Angry Birds 2以外では1匹倒すごとに得点が一律5000点加算される（豚の形やサイズとは関係ない）。

#### ピッグの種類
Minion Pig（ミニオンピッグ）
キングピッグに仕えるピッグで、サイズによりLarge、Medium、Smallの3種類が存在する。中にはリボンを着けた豚も存在する。
Helmet Pig（ヘルメットピッグ）
ヘルメットを被ったピッグ。上からの衝撃に強いが、衝撃を与えていくと、同時にヘルメットも壊れていく。
Mustache Pig,Foreman Pig（マスタッシュピッグ,ピッグ隊長）
赤い口髭を生やしたピッグ。姿は大きく、耐性は高め。Angry Birds Toonsからは右目が義眼になった。
King Pig（キングピッグ）
王冠を被ったピッグ。最も耐性が高い。基本は各エピソードの最後にいる。
Chef Pig(ピッグシェフ）
コック帽をかぶり、カールした口ひげを生やしたピッグ。もとはAngry Birds Toonsのオリジナルキャラクターだった。
Leonard(レオナルド）雄
The Angry Birds Movie(2)で登場するピッグの島（Piggy Island)を支配している王様。最初の劇場版では卵を盗むためにバードアイランドに訪問し、鳥の住民たちをだまして卵（ただし、子供が入っているもの）をすべて奪い取ることに成功したが、鳥たちがピギーアイランドを襲撃した結果、最終的にピギーアイランドは爆発して崩壊した。The Angry Birds Movie 2では、ゼータが氷の塊を発射したことに気が付いて真っ先にレッドに和平を申し込んだ後、潜水艦を使ってゼータの島に向かった。

#### その他の敵
Nigel(ナイジェル)雄
Angry Birds RIOのみに登場する敵のキバタン。同ゲームのボスの1体で、耐性が非常に高い上に飛行しているので、狙いづらい。倒すと10000点。
Marmots(キツネザル)
Angry Birds RIOのみに登場する敵で、ナイジェルの手下。ピッグと異なり転がることがなく、足場さえあれば立ち直ることもあり、ピッグ以上に倒しづらい。このキャラクターの中でも特に大柄なのはボス戦に登場、倒すと10000点入るが、耐性も高い上に足場を飛び移って移動することも。
Zeta(ゼータ）雌
The Angry Birds Movie 2などで登場した紫色の鷲。バードアイランド、ピギーアイランド両方への侵略を鷲の島（Eagle Island)から氷の球を砲撃することで支配しようとした。ゼータの住む氷の城は本当にすべて氷でできているため、明らかに生活上不便な点も多い。最終的に、氷の球にさらにマグマのような物質まで封入させ、大量の球を一気に発射して本気で島を破壊しようとしていた。和解した後はすぐにマイティーイーグルとの結婚式をようやく開いている。ゼータの部下も全員鷲である。Angry Birds 2では同映画公開中に、ボスピッグと入れ替わる形でボス戦に登場していた。

## オブジェクト
フィールドを構成するものとして、敵の豚が身を潜めるためのオブジェクトがある。オブジェクトは木、氷、石の3種類が主であり、レベルが進んでいくと、火薬箱や小石、岩、体が跳ね返るラバーなどが登場する（その他、各エピソードに因んだオブジェクトも多数登場する）。また、このオブジェクトに衝撃を与えたり、破壊させたりすると得点が加算されていく。より高得点を稼ぐために、このオブジェクトを考えて破壊しないといけないレベルも多い。他に破壊するとボーナス点をもらえるアイテムもある。レベルによっては家や乗り物など、さまざまな意匠が施されている。

## エピソード
リリース当初は1つのエピソードだけであったが、アップデートによってステージが順次追加されていった。2017年10月現在は14のエピソードと36のチャプター、1つのスペシャルエピソード（7つの特別チャプターを含む）が用意されている。ただし、2019年ごろからiOS、Android両方のストアで新規でAngry Birds（およびこれに続くseasonsなどのシリーズ、goなどの更新が終了した作品）をダウンロードすることはできなくなっているので、最後のエピソードは事実上「Jurassic Pork」である。
2022年にリメイク版である「Red's First Flight(Rovio Classics Angry Birds)」が配信されている（iOSのみ）。これにより旧作のサポートは完全に打ち切られたため、新バージョンのiOS/AndroidOSで旧Angry Birdsを起動するとフリーズや強制終了が発生するリスクがある。2025年現在では、旧Angry Birds作品で動画広告を一度でも視聴すると強制終了し続ける症状がある。*マークはRovio Classics Angry Birdsでプレイ可能なステージである。
*Poached Eggs
チャプター1～3を包含する最初のエピソード。リリース当初のバージョンから存在した。舞台はチャプター1が草原、2が湿地、3が荒野。
*Mighty Hoax
2010年2月アップデートで登場。チャプター4～5を包含。舞台はチャプター4が野原、5が山。
*Danger Above
2010年4月アップデートで登場。チャプター6～8を包含。チャプター6でBoomerang Birdが初登場。舞台はチャプター6が森林、7が都会、8が雪原。
*The Big Setup
2010年6月アップデートで登場。Big Brother Bird初登場であり、敵に捕らえられた3羽（赤、青、黄色）を助けるというエピソードとなっており、途中でBoomerang Birdも参加する。チャプター9～11を包含。舞台は工事現場で、様々な場所が登場するほか、伐採された跡のようなものも見える。いずれも背景にクレーンが描かれ、BGMからも作動音が聞こえる演出となっている。
*Ham 'Em High
2010年12月アップデートで登場。登場時はチャプター12のみであったが、2011年2月と3月にそれぞれチャプター13、14を追加。また、初めてフェイスブックによる追加レベルが3つ設けられた。舞台は砂漠で、西部を思わせるような岩山が背景に描かれている。
*Mine and Dine
2011年6月アップデートで登場。チャプター15～17を包含し、順次アップデートされていった。舞台は鉱山で、坑道を探検する。新オブジェクトに石筍、アイテムに宝石などがあり、破壊するとボーナス点が入る。
*Birdday Party
2011年12月アップデートで登場。アップデート当初はチャプター18のみの構成で、15のレベルが置かれていた。空が舞台で、お菓子を描いたメルヘン調の背景が描かれている。フィールドの至る所にケーキが置かれており、破壊するとボーナス点が入る。また、このアップデートからグラフィックやインターフェイスなど仕様が大幅に変更された。翌年の2012年12月にチャプターが１つ（レベル数は15）追加され、現在は18、19で構成されている。また、このチャプター19はPink Bird初登場となっているほか、演出で鳥全員が帽子を着用している。アイテムとしてTNTと書かれたポップコーンが置かれており、破壊すると内容物が弾ける仕掛けとなっている。2013年12月にアップデートし、更に15のレベルが追加され、それぞれcake2～4（数字は周年に因む）となった（そのため、現状ではチャプター18及び19は欠番である）。後に毎年12月毎にアップデートを繰り返しており、それに従い欠番チャプターも存在している。なお、2015年12月のエピソードだけはBirdday 5という5周年を祝うオリジナルのレベルであったが、6年目のチャプターが登場した際に統合された。
Bad Piggies
2012年10月から順次アップデートされたエピソードでチャプター20～22を包含。同タイトルの姉妹編をタイアップした作品であるが、従来通りAngry Birdsたちが主役となっている。舞台は密林でジャングルや岩山などで構成されている。豚たちが開発を行っている名残で、フィールドの至る所に工具が置かれている。その中でゴールデンスパナを破壊すると高得点を得られる。他にオブジェクトとして巾着袋やエンジン、ギアなどがあり、全部の星を獲得しても、golden eggは入手できず、代わりにパワーアップアイテムを入手できる。
Red's Mighty Feathers
2013年10月にアップデートされたエピソード。チャプター23・24。RedことRed Birdが主役となっており、このエピソードに限り、特殊な能力を使用できるようになっている。ギミックはBAD PIGGIESとのタイアップとなっており、同作品に登場した、スクリュー（flockを捕捉するシャボンを放つ）や真空管（豚やオブジェクトなどを一斉に吸引し、破壊する）などが登場する。また、チャプター24はこのMighty Featherを活用した特別編であり、武装したpigを一定ノルマで倒していくアクションゲームとなっており、2013年7月に先行アップデートされた。
一触即発（SHORT FUSE）
2013年12月に順次アップデートされたエピソードで、チャプターは26～28。このエピソードに限り、BombことBlack Birdが特殊能力（帯電体質となっており、タップすると衝撃波を放つ）を持っている。pigたちの研究室が舞台となっており、様々な仕掛けが登場する。中でも、絵フィールドに登場する青、橙、ピンクの薬品をpigにかけると、それぞれBlue Bird（分裂。複数回掛けると乗数となる）、Orange Bird（膨脹）、Pink Bird（浮揚）の能力を持つようになる。その他風船型の爆弾やロケット弾などが登場する。また、このアップデートを期に、チャプター名を含むインターフェイス全体が日本語表記にカスタマイズされた（このページでは汎用表記で記載）。また、この新エピソードから、オプションで課金アイテムの使用、不使用を選択できるようになっている。
Flock Favorites
2014年6月にアップデートされたエピソードで、チャプターは29、レベル数は30。背景は特定されてない。
Birdday Party
2015年12月にアップデートされたエピソード。チャプターは30、レベル数は15。劇場版のタイアップエピソードである。
Piggy Farm
2017年5月にアップデートされたエピソード。チャプターは32～34。レベル数は15×3。
Jurassic Pork
2017年8月から順次アップデートされているエピソード。チャプターは35～37。映画『ジュラシックパーク』のパロディである。恐竜の骨がメインオブジェクトとして登場し、他に卵（赤と青の２種類があり、青の卵を破壊するとボーナス点）などがある。
*Surf Turf
2012年3月から順次アップデート。このエピソードはFacebook版が先行アップデートを行っており、その宣伝も兼ねている番外編である。全レベル45で15ずつのチャプターに分かれている。Surfとは波、turfとは芝生のことで、バカンスがテーマとなっている。レベル1～15の舞台は海岸であり、豚がサングラスを掛けたりしているほか、砂の城やバケツなどのアイテムがある。レベル16～30は河川敷になっており、捕虫網や釣り竿などのアイテムがある。このレベルから、パワーアップアイテムを試験的に導入している。レベル31～45は岩山が舞台になっており、嵐に遭遇している。また、工事現場もコンセプトになっており、パイロンやバリケードなどが置かれている。

### ゴールデンエッグ
ゴールデンエッグは2010年4月からのアップデートによって追加された隠し要素であり、発見すれば各々のボーナスステージに行くことができる。このgolden eggはフィールド内外のあちこちに隠されているのが特徴で、後の特別編にもこの追加要素が採用されている。

## Angry Birds 2(アングリーバード2)
アングリーバード2は原作(Angrybirds)のリブート版である。やり方は原作とあまり変わらないが、カードの機能、カードのキャラクターのレベル、ボス戦、物体の物理的なシステムの変更など、様々な機能が追加された。最初は七体しかバードが存在しなかったが、後に四体以上追加された。

### Angry Birds 2のシステム

#### ステージのプレイ方法
これまでとは異なり、ライフ制。ライフは最大5つでステージ（またはデイリーチャレンジ、キングピッグパニック）を失敗するたびに1つ失われていく。

#### カード
ステージプレイに必要なもので、これを使い切ってもピッグが残っているとクリア失敗となる。バードと魔法に分けられる。マイティーイーグルのブートキャンプではカードを他モードでの条件達成で最大3枚ランダムに追加することができる。

##### 魔法一覧
魔法はフロックのカードがカンスト状態でメーターを満たした場合にも配布されることがある。
金のアヒル
上からアヒルのおもちゃを降らせる。極めて頑丈な構造物にはほとんど効かないため注意が必要。
ブリザード
オブジェクトを全て氷に変える。
ホットチリ
ランダムなピッグを即死させ、その周辺に爆発ダメージを起こす。もっとも価値が低い。
ピッグふくらましシューター
ランダムなピッグを膨張させる。
マイティイーグル
全てのピッグを即死させる。

#### 通貨
ゲームの通貨はジェム（ピンク色の宝石）である。2024年以降のアップデートまでは、「デイリーミッション」で無課金者でも最大60~50数のジェムを稼ぐことができたが、それ以降は無償パス+有償パスの報酬システムの一部にジェムが紛れ込む仕様になったため、毎日稼ぐことはできなくなった。黒真珠を集めると、バードたちに帽子を購入してつけることができる。帽子を一定種類集めると全員のバードレベルが1上昇する。

#### レベル制
バードにはレベルが設けられており、これはスコア稼ぎを大きく左右するものである。このレベルは追々手に入る羽で強化出来るが、それ以外にも帽子を所持していることで、特定のレベル分上昇できる。帽子にはコモン、アンコモン、レア、エピック、エキゾチック、レジェンドの6種類があり、黒真珠を使って購入出来るが、後述する幸運の塔でも入手可能。また、特定の帽子がフィーチャーされる期間中はその帽子のレベルが著しく強化される。スリングショットにもレベルが設けられており、これは帽子を集めることで上昇出来る。
レベル上昇にはヒナ(Hatchling)も関わる。ヒナは+8レベルまですべてのバードの数値を強化できる。一日一回リンゴを与える必要があり、リンゴを与えるたびに好きなバードを強化出来る虹色の羽をプレゼントしてくれるが、長時間放置するか、48時間以上一度に放置してからログインして1時間待つことでヒナは逃げてしまい、次の卵から1日かけてヒナを再び誕生させるまで待たなければならないシステムである。ヒナのレベルを上げることで与える羽の数やプレイ中のレベルの上昇数は増加するが、その分必要なリンゴの数も増加する。

### Angry Birds 2のモード一覧
ストーリーモード
これまでのようにステージをクリアしていくもの。時々ハードステージやボスステージもある。
デイリーチャレンジモード
通常ステージ2つとボスステージ1つを連続でクリアするモード。レベルクリアに失敗すると最初からやり直しになる。クリアするとレッド(月曜日)、ザ・ブルース(火曜日)、チャック(水曜日)、マチルダ(木曜日)、シルバー(金曜日)、ボム(土曜日)、テレンス(日曜日)の羽根以下、様々な賞品が貰える。ハットイベント期間中は羽根が500ハットコインに換算される。ただし、連続でデイリーチャレンジをクリアし続けるとその次の日のデイリーチャレンジの難易度が数段階に分けて増加する。
キングピッグパニック
上記のデイリーチャレンジクリア後に解禁されるモード。やり方はデイリーチャレンジと同じだが、ステージは全てボス戦。当初は数時間しかプレイ出来なかったが、後に日付変更までに何度でも挑戦出来るようになった。また、報酬の羽は好きなバードを強化出来る虹色のものに。ハットイベント期間中は羽根が1000ハットコインに換算される。
アリーナ
1週間かけて行われる総当たり戦。ランダムな相手と対決し、どちらが上か競い合う。当初は全てのバードと魔法が使えていたが、現在は特定のバード5種のみに。ランキング上位に入るとジェムが貰える（最大300）。報酬が欲しい場合は一期間中に5回以上アリーナで勝利する必要がある。毎日最大5連勝すると報酬がもらえる。
マイティーイーグルのブートキャンプ
自分のバード全てを、バードが尽きるまで使う1日限定のランキング形式。上記のデイリーチャレンジやキングピッグパニックをクリアすれば飛ばせるバードを増やせる(バードの種類は固定されている)。
幸運の塔
4枚のカードの中から1つ選び、報酬を得るシステム。2階以降から登場するピッグのカードを選んでしまうとこれまで得ていた報酬はゼロとなってしまい、ジェムを支払わなければ続行することが出来ない。（確認できるのは20,60,100,200,400,800,1600,3200ジェム。また、広告を一回見ればジェムを払わずに塔をコンティニューできることがある。）階を登るごとに報酬も豪華になるが、ピッグに当たるたびに続行に必要なジェムも増える非常にギャンブル性の高いシステムである。ピッグが出てくる確率は序盤ほど高く、60階に近づくほど低くなる。
階は最大60階あり、報酬にはジェム、バードの羽、魔法、リンゴのどれかが書かれている。しかし5階ごとにピッグが登場せず、報酬は帽子しかないジャックポット階となっており、黒真珠を使わなくてもタダで帽子を手に入れることが出来る(既に所持している帽子は黒真珠に換算される)。そのため特定の帽子がフィーチャーされる期間は、このシステムから帽子を得るようになっている。更に30階ごとに、報酬の帽子のどれかがレジェンド帽子になるスーパージャックポット階となる。一部コンテンツから入手できるチケットは、いきなり20階から通常プレイを開始でき、明らかに失敗する確率が低い状態で塔をプレイすることができる。広告による塔のコンティニュー、および塔の無料プレイは2023年時点で一日に二回できる。

#### ハットコイン
イベントでバード用の帽子が配布されている最中に、イベントの通貨をデイリーチャレンジなどのモードや宝箱から入手することでいくらかの景品（イベント帽子の一時的なアップグレード、塔へのチケット、一度だけ戦闘を無償で3羽追加して再開できるトークンなど）と交換できる。コインはイベント終了後にコイン一枚を虹色の羽1つに変換して消滅する。

### Angry Birds 2(アングリーバード2)の舞台一覧
無印とは異なりウェーブ式。ボスステージでは魔法カードは使えない。背景は朝、真昼、昼、雨天、黄昏、夕方、夜、雷雨の種類がある。この内朝はコバルト高原、黄昏は竹林限定。また、竹林のみ夜には2種類ある。雷雨はボスステージのみ。
コバルト高原（Cobalt Plateau）
平野がモチーフ。テーマは高原、水辺、そして雪原。雪原以外には花弁が５つある花が配置されており、これにバードやオブジェクトが触れた時、その花はそれらを飲み込み、特定の方向へ射出する。水辺ではそれに加えて、ステージ下部に水がたたえられており、この水ではバードや木は浮くが、それ以外は沈む。そのため水辺でのボスは沈まないように浮き輪をつけている。
雪原では上述したギミックは全て無い代わりに、破壊するとオブジェクトやバードを浮かす冷気を発するようになる雪だるまと、オブジェクトを滑らせる氷の床がステージに配置されている。
ポーク山(Mount Pork)
通常ステージとデイリーチャレンジには登場しない、水辺テーマのステージの亜種。テーマは火山。水の代わりに溶岩がたたえられている。この溶岩は種類関係なくオブジェクトを破壊する上、発射したバードがこれに潜ると、再浮上して衝突した時に爆発ダメージを与えられるようにする。また、地面からは緑、青、黄色の水晶型の装置が設置されており、これに触れるとそれぞれの色に対応したピッグの頭部型の機械がランダムな大きさの円形の石を三連続で発射する。なお、装置や機械は完全に破壊できない。
ピッグシティ（Pig City）
街やサーカスがモチーフ。いずれのステージにも、バードやオブジェクトを浮遊させる扇風機が設置されている。サーカスのステージではそれに加えて、サーカステントを模したトランポリンが配置されている。
竹林（Bamboo Forest）
その名の通り竹林がモチーフ。テーマは竹林、ハロウィン、重力と多岐に渡る。
竹林の場合では、一部の竹がワープゲートになっていて、これに入ったバードやオブジェクトなどは、それと同じ色の別のゲートから出て来る。重力ではそれに加えて、重力を局在させる装置が設置されている。
ハロウィンの場合では上記の装置の代わりに緑のスライム状のコンベアが登場。これに乗ったものはスライムが流れる先に強制的に運ばれる。またこのテーマの通常ステージのみ背景はおどろおどろしい夜に固定、違いは色のみとなる。
宇宙（Space）
通常ステージとデイリーチャレンジには登場しない、重力テーマのステージの亜種。テーマはその名の通り宇宙で、ここでは無重力となる。また一部のウェーブではブラックホールが設置されており、これに接近すると軌道が捻じ曲げられる。

### Angry Birds 2(アングリーバード2)での特殊ピッグ
ボスピッグ
ボスステージの最終ウェーブに登場。通常のピッグはもちろんテレンスよりも遥かに巨大で、画面上部にHPのバーが設けられている。このピッグのHPを削りきるか、奈落に落としたり横に追いやったりして画面外に退場させればボスステージはクリア。レベル失敗画面でも登場する。HPは2023年のアップデートでようやく詳細表記されるようになった。
ピッグシェフ(Chef Pig)
ショートアニメ作品「アングリーバードトゥーンズ」初出のボスピッグ。コック帽とカールした口髭が特徴。逆三角形状の体型であるため、転がりづらい。
ピッグ隊長(Foreman Pig)
デザインが「アングリーバードトゥーンズ」準拠のものになった。
キングピッグ（King Pig）
ピッグ隊長同様デザインが「アングリーバードトゥーンズ」準拠のものに。
その他
ヘルメットピッグ(Corporal Pig)
無印と同じ。少しだけ上判定に頑丈なピッグ。
ゴールデンピッグ（Golden Pig）
破壊するとカードを一枚強制で追加させ、メーターをリセットする。元々はボーナスキャラであったが、2023年かられっきとしたピッグとして扱われるようになった。
アンブレラピッグ（Umbrella Pig）
雨天ステージのみに登場する、メリー・ポピンズのコスプレをしたピッグ。傘をパラシュート代わりにして安全に落下し、生き延びることがある。
バルーンピッグ（Ballon Pig）
頭にプロペラがついたピッグで、一定時間が経つとツギハギの風船を膨らませて浮遊。頭上にオブジェクト等があった場合は風船が割れて落下。風船で万が一エリアの最上部まで到達しても風船は割れる。
ロケットピッグ(Rocket Pig)
ジェットパックを背負ったピッグ。バードやオブジェクト等が接近すると不特定方向にロケットを噴射させて逃亡、その後パラシュートで降下する。完全に運任せだが、このピッグがロケット噴射中にオブジェクトに衝突したりパラシュートを開いた真下が奈落だったりした場合は自滅する。
スノーピッグ(Snow Pig)
青い帽子を被ったピッグ。雪玉を不規則な方向に発射し続けてバードの動きを牽制する。
コンストラクションピッグ(Construction Pig)
建設作業員のような姿のピッグでバードが接近するとスコップを投げる。このスコップはバードに命中する確率が非常に高いが、ピッグが眠り始めたら投げなくなる。
クリスタルピッグ（Crystal Pig）
紫色の帽子を被った、魔法使いのようなピッグ。バードが接近すると、バードをロケットかTNTか大きい円状の石かゴールデンピッグに変えるピンク色の煙を出す。
ファイアピッグ（Fire Pig）
消防士のような出立ちの、火炎放射器を構えたピッグ。バードやオブジェクト等が接近すると、それらを焼却する。バードの場合は能力を無効にされた上での強制消滅である。あまりにも強力であるため、一部のボスステージにしか登場しない。
マジックピッグ（Magic Pig）
マジシャンのような姿のピッグ。自分が倒されそうになった時、他の場所に瞬間移動する。瞬間移動した場所が悪くて自滅することも。
サイエンスピッグ（Science Pig）
アインシュタインのような出立ちのピッグで、フラスコがトレードマーク。破壊されるとTNT系以外の全てのオブジェクトを氷か木か石に変える。
アングリーピッグ(Angry Pig)
全身が燃えているピッグで、TNTと同様の効果を持つ。
ダッキーチューブピッグ（Ducky Tube Pig）
アヒルの浮き輪を付けたピッグで、水に浮くことが出来る。水辺テーマのステージのみの登場。ピッグは通常水に落ちると数秒で死亡したことになる。このピッグも浮き輪を破壊すれば同様。
スキューバピッグ(Scuba Pig)
酸素ボンベを付けたピッグで、水中に潜んでいる。ボスステージでは特に認証しづらい。水辺テーマステージによく出るが、何故かそれ以外のステージにもでたことも。
スペースピッグ（Space Pig）
宇宙飛行士のような姿のピッグ。倒されると周囲のオブジェクトを白いオーラで無重力状態にする。
ビーマーピッグ（Beamer Pig）
紫色の帽子を被ったピッグ。バードを自身に向けさせる紫色の光線を放つ。ビームを向ける時点でバードは迫ってくるので、ピッグ側からすればたいてい自殺行為になる。ビームは同じバードに何回も発射してくる。
クアンタムピッグ（Quantum Pig）
ハットイベントステージのみに登場。破壊されると自分を包んでいたものと同じ粒子に包まれたオブジェクトを強制破壊する。逆も同様。

## 特別編
Mighty Birdについても本項で記述する。

### Angry Birds Seasons
2010年10月よりリリースを開始した、いわばお祭り版。世界の祝典や歳時記をモチーフにしたエピソードを順次提供していたが、後にタイアップ作品が多くなった。エピソード数は29と、通常版を上回っている。BGMは毎回、メインテーマをアレンジしたものとなっている。
Ragnahogを最後に更新停止、その枠は完全にフレンズに取って代わられた。
Trick or Treat
リリース当初から存在するエピソード。テーマはハロウィンで、ジャック・オ・ランタンを被った豚たちが登場し、割れたカボチャからコウモリが飛び出すなどおどろおどろしい演出が特徴。チャプターは全部で3つあり、各15レベル×３の全45レベルと現時点のエピソードで最も多い。
Season's Greedings
2010年12月に追加されたエピソードで、テーマはクリスマス。25のレベルからなり、1日目から順々にレベルが解禁されるという演出がなされた。フィールドには新オブジェクトとして、雪やクリスマスに因んだプレゼントが登場する。
Hogs and Kisses
2011年2月に追加されたエピソードで、テーマはバレンタインデー。チャプターは1つで、レベルは15＋フェイスブック3。新オブジェクトとして、雲が登場するほか、リボンを着けた豚やチョコレートが登場する。後に、BGMも少し変わった。
Go Green, Get Lucky
2011年3月に追加されたエピソードで、テーマは聖パトリックの祝日。テーマに因んで、シャムロックや緑のハットを冠った豚などフィールド一面緑に染められている。シャムロックやアイテムの壺を破壊するとボーナス。レベルは15＋フェイスブック3。
Easter Eggs
2011年4月に追加されたエピソードで、テーマはイースター（復活祭）。テーマに因んだカラフルなイースターエッグやバニーの耳を付けた豚などが特色である。また、家中に隠された卵を子供達が捜す風習に因んだ数多くのgolden eggが隠されており、それを捜せ！という動画宣伝も行われた。レベルは15に、初めてTwitterによる追加レベルが3つ設けられている。
Summer Pignic
2011年7月に追加されたエピソードで、テーマは夏休み（ピクニック）と初めて祝典以外のものが採用された。レベルは全部で30で、毎日1レベルずつ解禁された。ヒマワリ畑をベースにした明るい背景で、バスケットやジュースジャグ、アイスクリームなどのオブジェクトが登場する。レベル17のみGALAXYの宣伝用ステージとなっており、宇宙が舞台となっている。
Mooncake Festival
2011年9月に追加されたエピソード。テーマは中秋節で、欧米文化圏以外の祝典としては初採用。これはROVIO社の中国市場拡大を意識したものである。チャプターは2つ存在し、各15のレベルが置かれている。また初めてクラウドに対応した3レベル（フェイスブックにも対応している）が登場し、計33レベル設定されている。オブジェクトに兎の置物、ぼんぼり、茶道具、扇子などがあるほか、扇子を持った豚やチャイナ帽を被った豚が登場する。また、golden eggに代わり、月餅が隠されている。
Ham'O'Ween
2011年10月に追加されたエピソードで、2012年版ステージに含まれる。テーマは再びハロウィンだが、髑髏や爆弾型のカボチャが登場したり、背景がグレーになっていたりと、一層物々しい雰囲気が漂っている。2つのチャプターからなり、各15レベル用意されている。また、初登場となるOrange Birdが活躍するステージが多い。
Wreck the Halls
2011年12月に追加されたエピソードで、2012年版ステージに含まれる。テーマは再びクリスマス。前回と同じように25のレベルから成り、毎日１レベルずつ公開されていくという形が取られた。また、前作と比較すると舞台は岩山となっているほか、雪や氷の中にジンジャーマンクッキーが鏤められている演出が施されている。
Year of the Dragon
2012年1月20日に追加されたエピソードで、2012年版ステージに含まれる。テーマは中国暦の辰年、すなわち新年を祝う春節で、オブジェクトにお年玉袋や爆竹など（いずれも中国式）が加わっている。特別キャラクターとしてMighty Dragonが全15レベルで無料使用できる。Golden Eggやボーナス・レベルもある。
Cherry Blossom
2012年3月7日に追加されたエピソード。テーマは桜で、初めて日本が舞台に採用されており、日本市場を意識したものである。花見の宴がモチーフになっており、背景には満開の桜と鳥居、そして画面を拡大すると富士山が描かれている。オブジェクトにはおにぎり、巻き寿司、団子、桜の花、漆塗りのお椀、番傘、急須がある。レベルは全部で15だが、score addictは設定されていない。ただ、この作品制作に日本人は関わっておらず、あくまで海外から見た日本観で作ったと日本市場担当のAntti Sonninenがコメントしている。また、日本市場拡大のために、フジテレビとパートナーシップ提携を結んだ関係で、PCブラウザ対応の『Cherry Blossom』のアレンジ版、『Sakura Ninja』がプレイできた。この作品では、鳥たちが侍や忍者、天狗、芸者など独特の格好をしていた。
Piglantis
2012年6月に追加されたエピソード。テーマは海で、伝説上の島であるアトランティスを掛けている。今までもビーチや海岸などのエリアは存在したが、初めて水中のギミックが登場し、水中では鳥やオブジェクトに浮力が掛かり、木は浮かび、氷や石はゆっくり沈む。敵の豚は水中でも棲息可能で、初めから水中にいるレベルもある。2つのチャプターからなり、レベルは15ずつ用意されている。オブジェクトにはサンゴ、ヒトデ,貝などがあり、他にアイテムの宝箱や壺などを破壊するとボーナス点が入る。
Back to School
2012年8月16日に追加されたエピソード。テーマは学校で、タイトルは「新学期開始」という意味。舞台は校庭で、鉛筆、リンゴ、バックパックなどが登場する。レベルは全部で20。また、初登場となるPink Bird（別名Bubbles）が、シャボン玉で攻撃する。YouTubeで公開された予告編では、タマゴ型のシャボン玉で敵を誘導するような描写がなされていた。しかし、実際のゲームでは、Pink Birdがオブジェクトなどに当たるとシャボン玉が発生し、オブジェクトを持ち上げて落とす。シャボン玉の数は当たり方によって異なり、また、持ち上げられる重量にも限界がある。
Haunted Hogs
2012年10月23日に追加されたエピソード。テーマは3度目の採用となるハロウィン。今回の舞台はお化け屋敷になっており、Ghost Brickという半透明のブロックが初登場する。このブロックは鳥や豚はすり抜けるが、オブジェクトは干渉を受けるなど今までにない仕掛けである。敵キャラにはFrankenswineや蝙蝠の羽を着けてヴァンパイアに扮した豚、ゴーストと化した豚なども登場し、これらの豚も殲滅の対象である。全30レベル。なお、2012年10月末より、#Facebook版でも期間限定のハロウィン・トーナメントが行われた。
Winter Wonderham
2012年12月1日より、毎日1レベルずつ追加。全25レベル＋ボーナス・レベル。テーマは三度目となるクリスマス。背景にオーロラやレベルによっては城が描かれており、演出に凝っている。また、今までのエリアと違って地面が凍結しているため、オブジェクトや鳥が滑る仕様となっている。そして、新たなオブジェクトとして氷柱があり、衝撃を与えると真下や真横目がけて落下、滑走し、オブジェクトを破壊していく効果がある。その他、アイテムは前2作のものと同じプレゼントやクッキーが登場している。
Abra-ca-Bacon
2013年5月にアップデートされたエピソード。テーマはサーカスで、夏休みのイベントとしてはピクニック、海に次いで三度目である。レベルは各15×チャプター2。手品や曲芸がモチーフとなっており、それに因んだギミックが登場する。また、背景は遊園地となっており、ジェットコースターやメリーゴーラウンド、観覧車などをあしらったレベルもある。タイトルテーマにもつながる魔法の扉は、赤と青の2種類あり、それぞれの色の場所にFlock（鳥たちのこと）や豚、オブジェクトなどをワープさせる。ロープはそれに繋がれたオブジェクトを引っ張る効果があり、切らずに真下のオブジェクトを破壊すると効果的である。他にダンベル、檻などが登場している。アイテムとしてはジャグリングのピン、コイン（公式pressではtokenと表記）がある。また、このエピソードから久々にAchievementが追加されているほか、今回のアップデートでパワーアップアイテムが1種類追加された。
Arctic Eggspedition
2013年12月にアップデートされたエピソード。テーマは二度目の海で、南の海を舞台としたエピソード、piglantisと対となっており、北の海、すなわち氷海が舞台である。従来、この季節にはクリスマスのエピソードがアップデートされていたが、その名残で今までのクリスマスイベントと同様、25日まで１日ごとに自動解禁されていく仕組みとなっている。Piglantis 以来二度目の水中ギミックが特徴で、空中からでなく、水中からアクションを要求されるレベルが多い。水上に浮かぶ流氷は破壊不能だが、pink birdの魔法で持ち上げることができる。その他、特徴的なオブジェクトにストーブがあり、炉心に衝撃を与えると爆発を起こす。クリスマスツリーを象った橇はFlockでは破壊できない。また、通常版エピソードのSHORT FUSE同様にこの新エピソードから、オプションで課金アイテムの使用、不使用を選択できるようになっている。尚、Orange Birdはこのエピソードには登場しない。
South Hamerica
2014年7月にアップデートされたエピソード。中南米の遺跡が舞台となっている。オリジナルのギミックは少ないが、アステカをモチーフにした巨石が登場しており、Flockでは破壊できない。また、黄金の装飾品がボーナスアイテムとして登場している。レベル数は24。
Ham Dunk
2014年9月から順次アップデートされたエピソード。NBAとタイアップしたテーマで、舞台はバスケリンク。元々は「Ham Dunk」、「Ham Dunk All-star」、そして「Ham Dunk Final」という3つのエピソードがあったが、後に統合された。Ham Dunk All-StarではNBAの全30チームをタイアップしたレベルが登場している。オリジナルのギミックにバスケゴールがあり、Flockや敵、ボールを通過させるとダンクボーナスとして5000点が手に入り、歓声が聞こえる仕掛けとなっている。またバスケボールもオブジェクトとなっており、バウンド力が高く、強い力を加えて破壊するとボーナス点が入る。他にスピーカーやチューナーなどのオブジェクトも配置されている。レベル数は全部で67。
On Finn Ice
2014年12月にアップデートされたエピソード。テーマはクリスマスで5度目になるが、ROVIO社の地元であるフィンランドが舞台となっている。レベル数は25で、例年のように1日ごとに解禁されていった。Big Brother Birdの色違いであるトニー（Tony）が新キャラとして登場しており、彼と同じ威力を持つ他、タップすると真下目がけて急降下する能力を持つ。また、昨年のエピソードと同様に水中ギミックも登場する。
Tropical Paradise
2015年4月にアップデートされたエピソード。テーマは南国で、ハワイが舞台。古代ハワイ王国がモチーフとなっており、木のオブジェクトが多く、豚の木像などのオブジェクトがある。また、新オブジェクトとして竹も登場する。松明は敵に当てると倒すことができる。13×2の、全部で26のレベルからなり、チャプターの前半は昼、後半は夜が背景となっている。後半は舞台が火山となっており、溶岩に触れるとあらゆるオブジェクトを溶かしてしまう。
Invasion of Egg Snatchers
2015年10月にアップデートされたエピソード。例年この月にはハロウィンに因んだエピソードが解禁されているが、このエピソードではホラー映画の世界をモチーフにしており、世界中のホラー映画やXファイルなどの怪奇ドラマの1シーンをパロディ化したシーンがデザインに採用されている。都市が舞台として登場することもあり、Seasonsとしては初。新オブジェクトにスチールがあり、big brother birdの衝撃やblack birdの爆風でも破壊できない。また、ジュークボックスが置かれたレベルもあり、BGMが流れるという凝った演出となっている（破壊されるとBGMも止む）。レベル数は30。
Ski or Squall
2015年12月にアップデートされたエピソード。テーマはクリスマスで6度目の採用。レベル数は25で、例年通り1日ごとに順次解禁された。雪山が舞台となっており、スキー場のゴンドラやリフトなども登場するレベルもある。
Fairy Hogmother
2016年2月にアップデートされたエピソード。テーマはバレンタインで2度目となるが、おとぎ話がテーマで、タイトルは母親が子供に読み聞かせるというコンセプトにしたもの。そのため、各エピソードがジャックと豆の木、アラビアンナイト、ヘンゼルとグレーテルなど世界のおとぎ話の、ワンシーンのパロディとなっている。レベル数は21。また、このエピソードより、後半のレベルは、一定のスターや羽根を獲得していないと解禁できない仕様となっている。
Marie Hamtoinette
2016年3月にアップデートされたエピソード。テーマは古代ローマで、タイトルはマリーアントワネットのパロディ。貴族の優雅な生活シーンがモチーフとして描かれている。新オブジェクトに茂みがあり、枝付きのものは耐性が高い。耐性は低く、貫通攻撃には弱いものの、爆風や破裂攻撃を減殺させられる上に、Pink Birdの魔法で持ち上げることはできない。また、大理石は横からの衝撃には強いが落とすと簡単に破壊することができる。また、バイオリンが置かれたステージではプレイ中のBGMも優雅なバイオリンの音色が聞こえる演出がなされている。レベル数は18。
Summer Camp
2016年6月にアップデートされたエピソード。テーマは夏休みで、2度目の採用である。キャンプなどのアウトドアがモチーフとなっており、またサーフボード、釣り竿、ネット、キャンプファイア、鋸などの新オブジェクトが登場している。また、鳥籠の中に味方のFlockが閉じ込められており、破壊して助けると仲間に加えることができる。
Piggywood Studios
2016年8月と12月にアップデートされたエピソード。テーマはハリウッドで、映画スタジオが舞台。様々な機材やセットがオブジェクトとして登場している。また、レベルによってはpigも含め部分的にオブジェクトがモノクロになっており、レベルの構造を視認しにくいものがある。また、以前のエピソードに登場したFrankenswineが登場するレベルもある。レベル数は前後半合わせて18×2の36。
Hammier Things
2016年10月にアップデートされたエピソード。テーマは4度目のハロウィンで、舞台は薄暗い（赤銅色）密林の中となっている。また、レベル1から9までは、単一種のFlockしか登場しない（しかし、緻密なスリングショット捌きが求められるレベルが多い）。レベル数は24。
Ragnahog
2016年12月にアップデートされたエピソード。北欧の海が舞台で、ヴァイキングをテーマにしている。例年のクリスマスエピソードのように12月1日から25日まで1レベルずつ解禁される仕組みは同じだが、クリスマスのような演出は全くない。新たなギミックにハンマーがあり、糸を切ることで動く仕掛けになっている。
Pig Day
2014年7月にアップデートされたSouth Hamericaのおまけ要素として公開されたスペシャル編。後に、数日ごとにレベルが解禁されていき、2016年6月のアップデートで通常エピソード扱いとなるまで、全部で93のレベルが公開されている。それぞれにタイトルがあり、レベル名は「〇〇〇 day」という記念日で紹介されている。様々なバリエーションのレベルが存在しており、中にはAngry birds spaceやAngry birds star warsのタイアップレベルもある。

### Angry Birds RIO
映画会社20世紀スタジオとタイアップし、2011年公開の3DCG映画『Rio(邦題：ブルー 初めての空へ)』を宣伝する目的で制作されている特別編。BGMや、クリア時の演出が変更されており、また敵も従来の豚が登場していない（現時点）など、一種の番外編となっている。名の通り、舞台をリオデジャネイロに移して、鳥たちが邪悪な動物たちを懲らしめるために旅立つというコンセプトになっている。2011年3月からリリースを開始しており、以後、順次アップデートが行われ、新エピソードが解禁されている。2012年12月には各エピソードにて、4つずつのボーナスレベルが追加された。このボーナスレベルを解禁するには、一定個数以上の星や10枚の羽を入手する必要がある。2013年現在、1エピソードに36レベルずつ置かれている。
SMUGGLERS' DEN
2011年3月のリリース当初からあるエピソード。悪者の鳥によって捕らえられた仲間の鳥たちを鳥籠から救出するというエピソードで、今までの作品とはコンセプトが異なっている。主人公の鳥たちは籠を破壊すると鳥を救出でき、フィールド上の全ての鳥を助けると次のレベルに進める。舞台は倉庫で、木箱や段ボール、電球、コイルなど新しいオブジェクトが多数登場する。今までのgolden eggに代わり、golden pineappleが隠されている。
JUNGLE ESCAPE
2011年3月のリリース当初からあるもう一つのエピソード。舞台をジャングルに移し、敵のキツネザル（公式ではmarmosetと発表）を全滅させると次のレベルに進める。このキツネザルは豚とは違い、転がらず、壁やオブジェクトに張り付いている場合もあるが、耐性は同じ。また、キツネザル同士がぶつかっても倒せない。オブジェの花を破壊するとボーナス点がもらえる。今までのgolden eggに代わり、golden bananaが隠されている。
BEACH VOLLEY
2011年5月のアップデートから登場したエピソード。舞台はビーチ。新たなオブジェとして砂、パラソル、浮き輪、フラッグなどが登場し、浮き輪やパラソルは破壊できず、トランポリンのように鳥やオブジェクトがバウンドする。敵はキツネザル。アイテムはgolden melon。
CARNIVAL UPHEAVAL
2011年6月のアップデートから登場したエピソード。舞台はカーニバル会場で、手前にギャラリーが詰めかけ、紙吹雪が舞う演出。敵はキツネザル。オブジェでは風船、羽根などが登場。また、豚を象った風船は破壊すると5000点獲得。アイテムはgolden papaiya。
AIRFIELD CHASE
2011年8月のアップデートから登場したエピソード。舞台は空港。再び鳥籠から仲間を救出するというコンセプトとなっており、新たなオブジェとして鉄骨、鉄板、ドラム缶、ガスタンクが登場する。また、トランクやアタッシェケースを破壊すると高得点を得られる。アイテムはgolden apple。
SMUGLLERS' PLANE
2011年11月のアップデートで登場した、当初予定の最終エピソード。舞台は敵の飛行機の内部で、引き続き捕らわれた鳥を救出していく。新オブジェクトとしてタイヤ、消火器があり、消火器は火薬のように爆発させることができる。アイテムはgolden mango。
MARKET MAYHEM
2013年3月にアップデートされた新エピソード。舞台は市場で、タイトルは「市場の大混乱」。3エピソードぶりに敵のキツネザルが登場する。オブジェやアイテムは果物が入った木箱やテントが登場し、テントは破壊できないが鳥が高くバウンドする。その他、今までRIOに登場した様々な仕掛けも登場している。アイテムはgolden strawberry。
GOLDEN BEACH BALL
2011年6月に隠しエピソードとして登場。あるアイテムを取得すると遊ぶことができる。チャプターは1つだけであり、アイテムは存在しなかった。2013年7月のアップデートにて通常エピソードに昇格し、それに合わせてレベルが追加された。アイテムはgolden cherryで、既存のレベルにも新たにアイテムが設置されている。鳥を救出するミッションとキツネザルを倒すミッションが混合している。

#### アングリーバード ブルー2
ROCKET RUMBLE
2013年12月にアップデートされたエピソード。レベル数は今までのエピソードより少なく全部で20レベル+ボーナスレベルである。舞台は丘の上で、今までのエリアと比較して仕掛けが非常に多彩になっている。至る所に花火が仕掛けられており、タイトルの元にもなっているロケット花火の他、コマ花火、噴出花火などがあり、導火線や点火スイッチに衝撃を与えると誘爆する仕組みとなっている。また、このエピソードよりStellaことPink BirdがRIO初登場となっている。ボーナスレベルは趣向が変わっており、Yellow Birdがロケットランチャーを装着、常に回転した状態から操作が求められるテクニカルステージとなっている。ミッションはキツネザルの殲滅。アイテムはgolden rocket。
HIGH DIVE
2014年2月にアップデートされたエピソード。全部で20レベル+ボーナスレベルで今作アップデートよりROCKET RUMBLEとともにPART2として、従来エリアと分離され、グラフィックが一新された。舞台は海で、RIOとして初めて水中ギミックが登場。また、前エリアと同様、導火線などの仕掛けが登場しており、スイッチを押すと仕掛けが爆発する。また、爆発物としてはタルに入った火薬（転がるタイプもある）も初登場。ミッションは動物たちの救出で、小鳥たちのほかイルカが初登場する。アイテムはgolden treasure chest。
BLOSSOM RIVER
2014年4月にアップデートされたエピソード。アイテムはgolden anchor。レベル数は26だが、そのうち6レベルは一定以上のスター、羽根、そしてgolden anchorを獲得しないと解禁できないようになっている。舞台はアマゾン川で、船上が舞台になっているレベルが多い。ミッションはキツネザル殲滅。
TIMBER TUMBLE
2014年6月にアップデートされたエピソード。アイテムはgolden gear。レベル数は26で、前作と同じ仕様。舞台は密林。ミッションはキツネザル殲滅。新オブジェクトに丸太があり、威力は高いがFlockでは破壊はできない。
HIDDEN HARBOR
TIMBER TUMBLEに隠された10個のギアを集めることによって解禁される隠しエピソード。解禁すると通常エピソード扱いとなる。舞台は港。レベル数は15でアイテムは存在しない。ミッションはキツネザル殲滅。TNTの樽は二種類存在し、耐久性の高いものと低いものがある。
TREASURE HUNT
2015年12月にアップデートされたエピソードで、RIOにおける現時点での最終エピソードである。アイテムはbird coin。レベル数は46。舞台は密林。ミッションはキツネザル殲滅。
Award Room
2012年3月にアップデートされた追加レベル。2012年12月のアップデートにより、Trophy Roomから名称が変更され、他のチャプターと同様、エリア分けされた。エリアのトロフィーは獲得スターを問わず、当該エリアを全てクリアすればプレイできるが、フルーツのトロフィーは全部回収しなければプレイできない。2013年7月のアップデートで各エピソードに統合され、消滅した。

### Angry Birds Space
2012年3月22日にリリースされた新作。最初の3日間で1000万ダウンロード、32日間で累計5000万ダウンロードを記録した。
舞台を宇宙に移し、NASAの協力によって無重力、慣性飛行、スイングバイなどの概念を導入。他に、ウォルマート、T-モバイル、ナショナルジオグラフィック、MTVが提携・協賛し、シアトルのスペースニードルには35フィートのアングリーバードがスリングショット風に据え付けられた。
当初は60レベルだったが、4月25日のアップデートにより10レベル（『Fry Me to the Moon』エピソード）が追加され、またMighty Eagleが20回まで無料で使用できるようになった。その後、さらに『Utopia』などが追加された（#Angry Birds Spaceのエピソードを参照）。
対応機種は、iOS系（iPad、iPhone、iPod touch）、Android、Samsung Galaxy、PC、Mac。プラットフォームによって有料・無料ヴァージョン（もしくは両方）や専用コンテンツがあり、細かい仕様も異なる。
敵は惑星・衛星の地上にいたり、あるいは空気カプセルに包まれて宇宙空間に浮いていたり軌道上を回っていたりする。また、円盤に乗っていたり、オブジェクトの影に隠れている場合もある。
主人公たちの飛行軌道が惑星・衛星の重力に影響されて曲がるが、射出前に軌道が線で示されるため、ある程度の狙い撃ちが可能。後ろ向きに撃つことにより、惑星・衛星を逆方向から周回して攻略することもできる。複数の天体が登場するレベルでは重力場・重力圏が重なることもあり、物理法則もより複雑化する。
宇宙空間のオブジェクトなどが大気圏内に入ると急激に落下する。主人公のスリングショットが大気圏内にある場合でも、射出角度によっては大気圏外に出ることが可能。
慣性などで動いているオブジェクトに上手いタイミングで当てるという技術が要求される場面もある。
ボーナス・レベル（golden eggによって解除）はそれぞれ、『スペースインベーダー』や『マリオブラザーズ』などをモチーフにしている。また、ウォルマート限定の提携商品やFacebookからボーナス・レベル解除のヒントを得ることもできる。

#### アングリーバード スペースのエピソード
Pig Bang
当初（2012年3月22日）からあるエピソード。全30レベル。
Cold Cuts
当初からあるエピソード。全30レベル。『Pig Bang』をクリアすると解除される。
Fry Me to the Moon
2012年4月25日のアップデートで追加。全10レベル。他のエピソードをクリアしなくてもプレイ可能。
Utopia
2012年5月下旬にiOS系機種に追加され、次いで同6月上旬にAndroidにも追加された。ポップコーン、プレッツェル、クッキー、ゼリー製トランポリンなど、食べ物が登場。3つの世界に分かれているが、当初は『Donut World』（10レベル）のみプレイ可能だった。残りの20レベル（『Cake World』と『Candy World』）およびボーナス・レベルが、2012年7月26日のアップデートで追加された。最終レベルはボス戦になっている。
Danger Zone
当初より、Samsung Galaxy専用コンテンツとして存在。2012年6月より他機種でもプレイできるようになったが、全30レベルのうち最初の3レベルのみ無料。難易度が非常に高い。
Red Planet
2012年8月6日、キュリオシティ（マーズ・ローバー）の火星着陸成功に際し、30秒の予告編がリリースされた。舞台は火星で、ブタたちがキュリオシティを乗っ取ったという設定。ゲーム本編は、2012年秋に起動予定とされていたが、実際には8月23日にリリースされた。なお、予告編では、NASAの提供により、キュリオシティが撮影した火星表面の映像が使用された。ゲーム内においても、NASAの乗り物が建物の一部として使用されている。オブジェクトや背景には、隕石（溶岩の塊にも見える）と火山が使用されており、主人公やオブジェクトの進行・落下方向が間欠泉の影響を受ける。全30レベル。当初にプレイ可能なのは20レベルまでだったが、2012年11月1日のアップデートにより、残りの10レベルが追加された。また、10レベル毎にボーナス・レベルがあり、それぞれ、本編に隠されているマーズ・ローバーやランダーを3基回収すると解除される。
Pig Dipper
2013年1月10日のアップデートで追加されたエピソード。水で覆われた天体が舞台で、水中では重力だけでなく浮力も考慮に入れる必要がある。サンゴ、海藻、岩、ゴム製のアヒルも登場。また、背景でクラゲが浮遊していたり人魚の音がするという演出もある。全30レベル＋ボーナス・レベル。

#### アングリーバード スペースの主人公
従来のキャラクターがパワーアップして宇宙風の格好で登場する他、新たなキャラクターも数種類登場する。なお、Boomerang Birdは登場しない。
スーパーレッド（Super Red Bird）
レッドの宇宙版。宇宙空間ではロケット弾のように直進する。
ライティング（Lightning Bird）
ザ・ブルースの宇宙版。3方向に分かれる。
スペースボム（Firebomb Bird）
ボムの宇宙版。オブジェクトなどへの接触または画面タップにより爆発する。接触から爆発までのタイムラグを利用し、例えば、アステロイド（従来の石と同じ）に当てて慣性移動を発生、自身の軌道も変えて別の場所で爆発するという、2方向への攻撃が可能。何にも接触しない限り、爆発せずに直進し続け、画面の外に消えて行ってしまう。
レーザー（Lazer Bird）
チャックの宇宙版で、紫色。基本的に高速で直進するが、途中でターゲットを指定すると急角度で方向転換かつ急加速する。そのため、爆弾を狙い撃ちしたり、直線飛行や自然落下では行けない死角部分に攻撃することも可能。ターゲット到達前にアステロイドなどに当たると再び方向転換してしまうが、それを逆利用して複数方向に攻撃することもできる。なお、高速度のためターゲット指定が間に合わなかったり、ターゲット地点がポーズ・ボタンに重なってしまうこともある。
アイス（Ice Bomb Bird）
水色の新キャラクター。オブジェクトなどへの接触または画面タップにより、敵やオブジェクトを凍らせる。オブジェクトは通常の氷オブジェクトと同じ性質に変わるため、ライティング達による破壊がしやすくなる。スペースボム同様、接触から冷凍までにタイムラグがある。
インクレディブルテレンス（Monster Bird）
テレンスの宇宙版で緑色。ミニオンピッグ達と見紛う格好のため間違うと激怒する。
Orange Bird
2012年7月26日のアップデートで追加。
スペースイーグル（Space Eagle）
マイティイーグルの宇宙版で、2012年6月のアップデートで追加（有料）。

#### アングリーバード スペースのパワーアップ
2013年1月10日のアップデートにより、パワーアップが追加された。同日に追加された『Pig Dipper』のみでなく、従来の全エピソードで使用可能（ボーナス・レベルを除く）。1つのレベルで全3種のパワーアップを使用することも可能だが、各パワーアップは1回ずつしか使用できない。
Flock of Birds
同時に飛ばせるアングリーバードの数が3羽追加され、たとえばBlue Birdなら合計6羽に増える。
Space Egg
ブラックホールを発生させ、周りのブタやオブジェクトを巻き込む。
Pig Puffer
敵のブタたちをふくらませて水上に浮かせたり、空気カプセルを突き破らせたりする。

#### 警告
マルウェアを含む『アングリーバード スペース』の贋作が存在するという警告が出ている。

### アングリーバード スター・ウォーズ
2012年11月8日に起動。ルーカス・フィルムとの提携により、『スター・ウォーズ・シリーズ』の宇宙を舞台に、同シリーズのキャラクターをモチーフにした主人公と敵が登場する。ほぼ同時に、ハズブロ社から関連玩具が発売された。
2012年12月17日、Facebook版『Angry Birds Star Wars』が起動した。Facebook版では、任意のタイプの主人公をクローンできるほか、Blaster Droid（レーザー光線の破壊力アップ）、Lightsaber Sling（投擲のパワーアップ）、Thermal Detonator（爆弾の起爆装置）といったパワーアップ要素も用意されている。

#### アングリーバード スター・ウォーズのエピソード
Tattooine以外の最終ステージはボス戦。bgmは「帝国のマーチ〜ダース・ベイダーのテーマ〜」のアレンジ。
Tatooine
タトゥイーンが舞台。全40レベル。初期からプレイ可能。
Death Star
デス・スターが舞台。全40レベル。『Tatooine』をクリアすると解除される。
Hoth
『スター・ウォーズ エピソード5/帝国の逆襲』のホス（前半）および小惑星帯（後半）が舞台。全40レベル＋ボーナスレベル。2012年11月29日に前半20レベル、2013年1月31日に後半20レベルがプレイ可能になった。
Cloud City
『帝国の逆襲』に登場する、ベスピンが舞台。全40レベル。
Boba Fett Missions
『Tatooine』,『Death Star』,『Hoth』,『Cloud City』のレベルに隠されている計5つのjetpackを回収すると解禁されるエピソードで、舞台は『Cloud City』同様ベスピン。毎レベルにボバ・フェットが登場する。
Moon of Endor
『スター・ウォーズ エピソード6/ジェダイの帰還』に登場するエンドアが舞台。全30レベル。これより前にはジャバ・ザ・ハットの宮殿を舞台にしたエピソードが製作される予定だったが、あえなくお蔵入りとなった様子。
Death Star 2
『ジェダイの帰還』に登場する二代目デス・スターが舞台。『Star Wars』本編最終エピソードでもある。全30レベル。
Path of the Jedi
全40レベル。初期からプレイ可能。レベル2以降は有料。
Bonus
Golden Droidsを回収することによって解除される11のレベルと、星の獲得合計数に応じて解除される12のレベルがある。

#### アングリーバード スター・ウォーズの主人公
※キャラクター別の特殊能力は、空中のみでなく、オブジェクトに当たった直後まで使用可能。
Red Bird / ルーク・スカイウォーカー
金髪のRed Bird。最初は体当たりするのみだが、『Tatooine』のレベル9からライトセーバーを使えるようになる。また、『Path of the Jedi』全レベルをクリアすると、風貌とライトセーバーがエピソード6のものに変化、ライトセーバーの破壊力も増している。
Red Bird / パイロット・ルーク
後述の『スター・ウォーズ2』に副キャラクターとして登場。エピソード4でパイロットだった時がモチーフだが、能力は大して変わらない。
Red Bird/ エンドア・ルーク
後述の『スター・ウォーズ2』にに副キャラクターとして登場した、エピソード6にてエンドアにいた頃をモチーフとした形態。ライトセーバーの色が緑に変化、振る回数も2回に。
Red Bird/ ジェダイ・ルーク
後述の『スター・ウォーズ2』に副キャラクターとして登場した、『Path of the Jedi』全レベルクリア後のような風貌の形態。緑のライトセーバーを3回振るう。
Yellow Bird / ハン・ソロ
高度まで飛び上がれるが、加速はしない。レーザーガンを狙った方向に3連発する。後述の『スター・ウォーズ2』にも副キャラクターとして登場した。
Yellow Bird / ハン・ソロ・イン・カーボナイト
後述の『スター・ウォーズ2』に副キャラクターとして登場した、カーボナイト凍結された時をモチーフとした形態。触れたオブジェクトを凍結させる上に、このキャラクターは半永久的にステージに残り続ける。
Pink Bird / レイア姫
初期時点では、カットシーンにのみ登場。2012年11月29日のアップデートにより、Hothに登場。タップした方向にピンク色の誘導光線を発射、オブジェクトを引き寄せる。後述の『スター・ウォーズ2』にも副キャラクターとして登場した。
Black Bird / オビ＝ワン・ケノービ
青いフォースでオブジェクトを遠方に飛ばす。方向指定も可能。
Big Brother Bird / チューバッカ
本作では茶色で、長い毛が生えている。特技は体当たりのみだが、画面を揺らすほど強力。後述の『スター・ウォーズ2』にも副キャラクターとして登場した。
Blue Birds / 反乱同盟軍のパイロットたち
3方向に分裂して攻撃する。本作ではヘルメットを着用。
Yellow Bird / ランド・カルリジアン
Clowd City中盤以降とDeath Star 2前半のみに登場するキャラクター。いずれも原作通りハン・ソロが登場出来ないときの代わりとも言える。レーザーガンを発射するが、ハン・ソロのものと異なり、1発しか撃てない。その代わりタップした方向とは別の2方向にも同時にレーザーを放てる。後述の『スター・ウォーズ2』にも副キャラクターとして登場した。
White Bird / C-3PO
本作では金色。頭・胴などが分離して複数方向に飛び散る。このゲームにおいてはボーナス・レベルでのみ登場し、後述する『スターウォーズ2』でも同様。
Egg / R2-D2
電撃で敵を倒すのみでなく、たいていのオブジェクトも破壊できる。敵の位置によっては多方向に電撃を発することも可能。このゲームではボーナス・レベルでのみ登場し、後述する『スターウォーズ2』でも同様。
Mighty Millennium Falcon / ミレニアム・ファルコン
他編のMighty EagleやSpace Eagleに相当。星の獲得合計数に応じて追加される。

### アングリーバード スター・ウォーズ2
『アングリーバード スター・ウォーズ』（以下、「前作」）の次作品である『アングリーバード スター・ウォーズ2』のダウンロードが2013年9月19日に開始となった。前作が『スター・ウォーズ』旧三部作（エピソード4 - 6）に基づいているのに対し、本作は新三部作（エピソード1 - 3）がモデルとなっている。 iPhoneと Android に対応している。

#### 前作との相違点
前作との大きな違いは、悪役（『アングリーバード』本編におけるPig）側でもプレイできることである。反乱軍（銀河共和国、ジェダイ）側は「バードサイド」、帝国側（通商連合、シス）は「ポークサイド」と名付けられている。両サイドの主人公と副キャラクターを合わせ、30以上のキャラクターが使用可能。副キャラクターは、作中のコインまたは現金で即購入するか、あるいは8時間待ちやCMビデオの閲覧によって無料で入手する。副キャラクターは、いつでも使用可能である。他シリーズの Mighty Eagle や Space Eagle 、前作における Mighty Millennium Falcon に相当するものは存在しないが、本作初登場のキャラクターが複数登場する。

#### アングリーバード スター・ウォーズ2のエピソード
総じてバードサイドは明るめの、ポークサイドは暗めの景色が特徴（反乱者達のみバードサイドは暗め、ポークサイドは明るめ）。3スターを取るためには、バードサイドは最終的にどれほどバードを残せるか、ポークサイドは1ショットでどれだけ高スコアを稼げるかということが重要となる。最終ステージはボス戦で、bgmも「運命の闘い」のアレンジに。
1.ナブーの侵略（Naboo Invasion）
『スター・ウォーズ エピソード1/ファントム・メナス』序盤がモチーフ。いずれも全20レベル+ボーナス4レベル。
バードサイド
惑星ナブーが舞台。オブジェクトとしてグンガンのカタパルトやエナジーボールが登場する。殲滅対象のピッグはバトル・ドロイドのコスプレをしている。
ポークサイド
ドロイド制御艦が舞台。オブジェクトとして巨大な磁石が登場する。殲滅対象のバードはナブーの兵士のような風貌。
2.タトゥイーンへの脱出（Escape to Tatooine）
『ファントム・メナス』の中盤がモチーフ。いずれも全20レベル+ボーナス4レベル。
バードサイド
舞台はタトゥイーンでポッドレースがモチーフ。プロペラ付きのキューブがオブジェクトとして登場。殲滅対象のピッグはタスケン・レイダーの姿をしている。また、中盤以降からはセブルバも登場しており、勿論殲滅対象。
ポークサイド
こちらもタトゥイーンが舞台だが、モチーフはジャワの集落になっている。そのため、殲滅対象のバードもジャワになっているが、最終ステージではナブーの兵士のバードも登場。オブジェクトとして骨や浮遊場が登場する。
3.ナブーの戦い（Battle of Naboo）
『ファントム・メナス』終盤がモチーフ。いずれも全20レベル+ボーナス4レベル。
バードサイド
舞台はナブー。草原での戦いがモチーフ。オブジェクトは『ナブーの侵略』のものとほとんど一緒。殲滅対象のピッグはバトル・ドロイドとヌート・ガンレイ。この内バトル・ドロイドの一部は小型艇や戦車に乗り込んでおり、これらは耐性が高い上にバード発射直後に攻撃を仕掛けてくる。
最終ステージでは舞台が宇宙で、ドロイド制御艦攻撃がモチーフ。殲滅対象のピッグはヴァルチャー・ドロイドとルーン・ハーコ。ヴァルチャー・ドロイドを全て倒すとルーン・ハーコも倒れてステージはクリアとなる。
ポークサイド
舞台はナブーだが、水辺での戦いがモチーフとなっており、殲滅対象のバードはナブー兵士とグンガン兵士。水中ギミックの使用が問われる。
最終ステージのみ宮殿内での戦いがモチーフで、ナブー兵士以外にもクワイ＝ガン・ジンとオビ＝ワン・ケノービが登場。
4.クローン軍の反乱（Rise of the Clones）
『スター・ウォーズ エピソード2/クローンの攻撃』序盤がモチーフ。いずれも全20レベル+ボーナス2レベル。
バードサイド
惑星コルサントが舞台。殲滅対象のピッグはバトル・ドロイドとザム・ウェセル。オブジェクトとしてはバードやオブジェクトを浮遊させるプラットフォームがあり、ダメージを与えれば破壊可能。また、足場もダメージを与えれば破壊可能である。
ザム・ウェセルの耐性はバトル・ドロイドと変わりないが、最終ステージではバード発射後に攻撃を仕掛けるスピーダーで武装しており、耐性も増している。
ポークサイド
惑星カミーノが舞台。『ナブーの戦い』同様水中ギミックが問われる上に、水が流れる方向が定まっている。オブジェクトとしては、バードサイドでも登場する破壊可能な足場に加え、ダメージを与えると雷撃を発するようになるタワーが登場。殲滅対象のバードはオビ＝ワン・ケノービで、それに加えて序盤数レベルはナブー兵士、それ以後はクローン・トルーパーが登場する。
オビ＝ワン・ケノービの耐性はそれ以外の殲滅対象のバードと大差ないが、最終ステージではピッグやオブジェクトが近づくと青いフォースで遠ざけてくる。
5.ポークの復讐（Revenge of the Pork）
今作品最終エピソード。新たなオブジェクトとして破壊すると時限爆弾3つを放出するケースが登場するが、それは既に『反乱者たち』で登場していた。いずれも全16レベル。
バードサイド
『クローンの攻撃』の終盤がモチーフで舞台は惑星ジオノーシス。殲滅対象のピッグはスーパー・バトル・ドロイド。それ以外にもバード発射直後にミサイルを発射するジャンゴ・フェット（序盤数レベルのみ）、バード発射直後にレーザーを撃つピッグ隊長のようなホーミング・スパイダー・ドロイド、空を飛べるジオノーシアンが登場し、ジオノーシアン以外は耐性は高いが、攻撃の反動で自滅することも。
最終ステージではドゥークー伯爵が登場。
ポークサイド
『スター・ウォーズ エピソード3/シスの復讐』がモチーフで、舞台は惑星ムスタファー。殲滅対象のバードは序盤数レベルはクローン・トルーパー、それ以後はニモーディアン。
地面の下に溶岩がたたえられており、これに触れたオブジェクトは問答無用で破壊される。また、石炭やくみ取りドロイドもオブジェクトとして登場。更に木のオブジェクトやロープは溶岩や石炭によって炎上、そこから前者2つのオブジェクトに加えてTNTや爆弾ケース、殲滅対象のバードに燃え移ってそれらを纏めて破壊することが可能。
最終ステージではオビ＝ワン・ケノービが登場。
反乱者たち（Rebels）
時系列としては上記5ステージの後日譚だが、リリースされたのは『ポークの復讐』よりも先。いずれも全12レベル。
バードサイド
惑星ロザルの帝国軍基地が舞台。破壊可能な足場がオブジェクト。殲滅対象のピッグはストーム・トルーパーと帝国軍の将校。最終ステージではそれに加えて尋問官が登場する。
ポークサイド
惑星ロザルの反乱軍基地が舞台。テントを模したトランポリンが設置されている。殲滅対象のバードはローディアンと反乱軍のスパイ。最終ステージではそれに加えてケイナン・ジャラスが登場。
運命を思いのままに（Master Your Destiny）
ボーナス・チャプター。両サイドも自分が所持しているキャラクターを選んでステージを攻略する。舞台は『クローン軍の反乱』、『ボーナス章』を除いた全て。
ボーナス章（Reward Chapter）
いずれのレベルもキャラクターで一定のスコアを稼ぐと解禁されるシステムで、そこで使えるキャラクターはそのキャラクター1種のみ。そのためアップデートによってプレイ可能なキャラクターが増加するたびにこの章のレベルも増えている。
舞台は両サイド共にグンガンの水中都市だが、バードサイドの岩はそのままでポークサイドは岩に溶岩が流れるなど細かい差異もある。水中のステージなので金属以外は浮上してしまうが、空気のベールがある所では地上と同じ挙動を取る。また、足場はダメージを与えれば破壊可能。

#### アングリーバード スター・ウォーズ2の主人公
前作から変化がないキャラクターは次の通りである。
White Bird / C-3PO
Egg / R2-D2
以下のキャラクターは、風貌または能力が変化している。
Black Bird / オビ＝ワン・ケノービ
能力はそのままだが、風貌が新三部作準拠のものになった。
Red Bird / アナキン・スカイウォーカー（エピソード1、2、3）
エピソード1はポッドレーサー時代がモチーフで、やや子供のような顔。当たると爆発するポッドレースのポッドを使用し、1度だけ進行方向を変えられる。
エピソード2はジェダイ・パダワン時代がモチーフ。能力はルークと同じだが、ライトセーバーの破壊力が増している。
エピソード3はシス転向後がモチーフ。そのためバードの見た目をしているが、ポークサイドのキャラクター。画面をタップすると赤いフォースで周囲のオブジェクトを引き寄せ、その後それらを放射状に撃ち出す。そのためオビ＝ワンのように方向を定めることは不可能。ダース・ベイダーも同様の能力を使用するが、こちらは引き寄せる能力が少し弱いかわりに、打ち出すオブジェクトの威力を強化する。
Pink Bird / パドメ・アミダラ
レイアに似ているが、こちらは狙ったオブジェクトを押し出す。レイアも引き続きこのゲームに登場。

#### アングリーバード スター・ウォーズ2初登場のキャラクター
あまりにも多いので、ステージで予めプレイ出来るもののみを記載。バードサイドにはタップしたときに能力を発動するものが、ポークサイドにはタップした方向に攻撃する能力を持つものが多い。

バードサイドには、以下のキャラクターが新登場。
クワイ＝ガン・ジン
ルークやアナキン（エピソード2）同様1度だけライトセーバーを振るって攻撃できる。ライトセーバーの色は緑。
ヨーダ
タップすると高速回転して、オブジェクトに当たると乱反射する。この時ライトセーバーを起動しているためにオブジェクトを種類によっては切断でき、使い方によってはかなりの破壊力を生む。
ジャー・ジャー・ビンクス
タップするとタップした方向に舌を伸ばし、接点を中心にして回転する。もう一度タップすると舌を離す。舌はオブジェクトに対しても使用可能。
パナカ隊長
狙った方向に3列の緑色のレーザーを2回発射。
メイス・ウィンドウ
タップした方向に向けて紫のライトセーバーをブーメランのように投擲する。
ジェダイ・ヤングリング
能力は前作のパイロットと変わらない。
キット・フィストー
タップすると緑のライトセーバーを構えて少しの間回転、オブジェクトを貫通する。
エズラ・ブリッジャー
タップした方向に、木と氷とピッグを貫通するが金属には反射されるオレンジ色のレーザーを発射。
サビーヌ・レン
タップした方向目掛けて突進、そこに時限爆弾を設置。更に不定方向に飛んで爆弾設置を後2回繰り返す。
ヘラ・シンドゥーラ
タップした方向目掛けて突進、その後そこにピッグ目掛けて多数のレーザーを放つ砲塔を設置、自身は離脱する。
ポークサイドには、以下のキャラクターが新登場。
ジャンゴ・フェット
タップした方向にミサイルを発射する。このミサイルはかなり強力である。ミサイルを発射したあとは不規則な方向に飛んでいく（軌道は『Angry Birds』本編の White Bird に似ている）。
ダース・シディアス
タップした方向に稲妻（フォース・ライトニング）を発射する。この稲妻は特に金属に有効でドロイド系のオブジェクトも一撃で破壊出来る。殲滅対象のバードへのダメージも大きい。
実は前作『Star Wars』のボスとしても登場していた。また、同作品のトレーラー映像では、原作映画でパルパティーンことダース・シディアスを演じたイアン・マクダーミドが声を当てており、彼のサイン入りのこのキャラクターのポスターが抽選でプレゼントされたことも。
バトル・ドロイド
ハン・ソロと同様の能力。
ドロイディカ
エピソードのボーナスステージのみに登場するピッグ。能力はヨーダのものと同じだが、攻撃方法が身体を丸めての体当たりになっており、能力使用後はバラバラになる。
ダース・モール
タップすると両刃のライトセーバーを振るって攻撃できる。ライトセーバーはクワイ＝ガン・ジンのものと比べて効果が少し長続きする。
ドゥークー伯爵
能力はメイス・ウィンドウと同じだが、ライトセーバーの色は赤。
ザム・ウェセル
能力はジャージャー・ビンクスと同じだが、伸ばすものは鎖付きの錨に。
ボバ・フェット
タップした方向の左右に破壊力のあるミサイルを発射。
グリーヴァス将軍
タップすると自分の周囲に4つのライトセーバーを出現させて攻撃。
ショック・トルーパー
能力はパナカ隊長と同じだが、レーザーの色が青に。
シカトロ・ヴィサーゴ
タップした方向目掛けて、時限爆弾3つを発射する。
AT-DPパイロット
エズラ・ブリッジャーと同じ能力だが、レーザーの色が真紅に。
エージェント・カラス
発射されると周囲に2体のストーム・トルーパーが出現、更にタップするとストーム・トルーパーが計8体に増殖する。

### Mighty Eagle
課金によって使用可能となる鷲。必ず敵を殲滅させるので通常のプレイにおいて、行き詰まったレベルに対する救済が可能であり、一度だけ未クリアのレベルを通過させてくれる。但し、一度Eagleを呼び出すと、得点はカウントされないため、ハイスコア更新と並行で行うことはできない。
前述のMighty DragonはこのMighty Eagleのセルフパロディである。

### アングリーバード フレンズ(Angry Birds Friends)
2013年4月公開の、友達と遊べるゲーム。2,3日ごとに8〜10レベルが新しく公開され、そのレベルの合計スコアで世界中の人々と競い合う、トーナメント形式が取られている。そのため基本は他のゲーム同様ピッグ殲滅が主だが、高得点勝負が要となっており、各レベルごとに得点が得られるボーナスオブジェクトが散見される。
トーナメントのテーマは基本なんでもありだが、シーズンズ同様、ハロウィンやクリスマスの時期にはそれをテーマに取っている。特にハロウィンではそのテーマのために、限定のピッグやbgmが作られるなど非常に気合が入っている。2024年時点ではBad Piggiesに次いで古く、長期間現役な作品である。

### アングリーバード Go!(Angry Birds GO!)
2013年12月公開のレースゲーム。

### アングリーバード エピック
2014年3月公開のゲーム。アングリーバード初のステージ型RPG。ストーリーの最終目的は「奪われた卵5つを取り戻すこと」で、最初は操作キャラがレッドだけだが、進むにつれ、仲間を増えていく。だが最後の卵を取り返しにラスボスである、キングピッグを倒すと衝撃の展開が待っている。現在は更新を停止したため新規ダウンロードができない。

### バッドピギーズ(Bad Piggies)
2012年公開のゲーム。アングリーバードの外伝であり、登場するのは豚のみ。豚にブロックなどの部品を取り付けて飛行や走行をさせ、指定の目的の達成やアイテムの獲得が目的となる。

### アングリーバード ステラ (Angry Birds Stella)
2014年9月公開のステラが主役のゲームで、レッド達は登場しない。ただしすぐにサービスが終了し、事実上の後継作品は2かポップとなった。

### アングリーバード トランスフォーマー(Angry Birds Transformers)
2014年9月公開のゲーム。

### アングリーバード ポップ(Angry Birds POP)
2014年12月公開のゲーム。二作目は2019年ごろに作られたことがあるが、廃案となって出ることはなかった。

### アングリーバード ファイト(Angry Birds Fight!)
2015年1月公開のゲーム。

### アングリーバード アクション(Angry Birds Action!)
2016年4月公開のゲーム。

### アングリーバード マッチ(Angry Birds Match 3)
2016年11月公開のゲーム。

### アングリーバード ブラスト(Angry Birds Blast)
2016年12月公開のゲーム。

### アングリーバード エボリューション(Angry Birds Evolution)
2017年6月公開のゲーム。ゲーム性はややモンスターストライクに似ている。

### アングリーバード チャンピオンズ(Angry Birds Champions)
2018年2月公開のゲーム。ただし日本からプレイできない。

### アングリーバード ドリーム ブラスト(Angry Birds Dream Blast)
2018年9月公開のゲーム。マッチ3の派生型パズルゲームで、各レベルごとに決められた手数以内に指定された条件をクリアする。数種類ある球状のピースは重力の影響を受け位置が不安定で、同じ種類のピースが2つ以上接しているときだけタッチで消すことができる。4つ以上を同時に消すと「レッド（横方向のピースを破壊する）」へ変化し、また同時に消したピース数に応じて大中小の違いがある（大きいほど広範囲を破壊できる）。2つのレッドが接すると「チャック（十字方向のピースを破壊する）」へ変化し、2つのチャックが接すると「ボム（全方向のピースを破壊する）」へ変化する。各キャラクターはタッチで爆破できる他、起きた爆破に巻き込まれることで連鎖爆破が起こせる。

### アングリーバード AR(Angry Birds AR:Isle of Pigs)
2019年2月公開のゲーム。

### アングリーバードアドベンチャー(Angry Birds Journey)
2021年1月公開。バードとピッグが全世界の秘宝を巡って戦うという形式。「2」同様ライフ制でステージもウェーブ形式だが、各ウェーブクリア条件の増加、バードが発射後オブジェクトとして残らない、右側の壁にバードが当たると跳ね返る等差異もある。キャラデザインはゆるりとしたものに。

#### アドベンチャーに登場するバード
全体的に丸いデザイン。
ステージに登場するバード
登場順に記載する。
チャック(Chuck)
オブジェクトに当たると横方向にダメージ。怒りのエネルギーを用いればダメージを与える範囲が増える。
ボム(Bomb)
オブジェクトに当たると即座に爆発、周囲にダメージ。怒りのエネルギーを用いればダメージを与える範囲が増える。
シルバー（Silver）
オブジェクトに当たると鉛直方向にダメージ。怒りのエネルギーを用いればダメージを与える範囲が増える。
ステラ(Stella)
オブジェクトに当たるとその周囲を泡で包んだ後、前方へ投げ飛ばす。怒りのエネルギーを用いれば包む範囲と飛ばす距離を増加出来る。
レッド（Red）
オブジェクトに当たるとそのオブジェクト込みでランダムなオブジェクトに5回衝突する。怒りのエネルギーを用いれば衝突ダメージが増加、回数も8回に増加する。
ステージに登場しないバード
ガイア(Gaia)
青い不死鳥のような雌のバード。魔法を使った時のみ一瞬登場する。
ヒナ(Hatchlings)
ホーム画面のシーンのみの登場。

## 他プラットフォームへの移植
『アングリーバード』は、Android、PC、そして家庭用ゲーム機など、さまざまなプラットフォーム向けに移植・開発が行われている。特にAndroid版はソフト普及を大きく進める契機ともなった。なお、iPhone版は有料であるのに対し、Android版には無料版と有料版がある。無料版は画面右上に広告が表示されるが、有料版（2011年3月よりApp Storeなどで販売開始）には広告がない。
また、Android版は開発において、多様にわたるプラットフォーム、プロセッサ速度、ユーザインタフェースに対応するため、iPhone版と比較してスリム化が図られた。そのため、やり込み要素に関係するスコアアタックなどのAchievementや得点ランキングなどが削られている。
2011年からはPC版の無料提供が開始され、更にMac、PS3、Xbox 360、PSP、ニンテンドーDS、Kindle Fireなどへの移植もされている。

### アングリーバード クローム
Google ChromeとROVIOのタイアップによるPC版。2011年5月に起動。ステージによっては無料でプレイできるが、キャラクターグッズの販売サイトを兼ねており、他のChrome用アプリの宣伝も行っている。フラッシュ・アニメを使用しており、ベータ版はPCにインストールする必要がないが、有料のダウンロード版もある。ゲームデータは自動的にブラウザのキャッシュに保存され、いったんブラウザを閉じても（キャッシュをクリアしない限り）なくならない。
ボーナス・ステージが異なる、Golden Eggがない、回収できない宝箱があるなど、モバイル版との差違がいくつかある。
- 2011年11月末頃の大幅アップデートにより、各レベルで広告が表示され、次いで「広告を表示させないようにするための料金表」が表示されるようになった。
- 2011年12月15日に扉絵が変更になった。
- 2012年3月初旬のアップデートにより、特別エピソード、ショップ、コミックが「Extras」コーナーに振り分けられた。
- 2012年6月25日のアップデートにより、扉絵とレイアウトが刷新された[105]。
- 2012年8月7日のアップデートにより、扉絵が変更され、ゲームの合間（レベルをクリアできない時など）にビデオCMが入るようになった。
- 2012年9月4日のアップデートにより、扉絵が変更され、ゲーム本編とExtrasコーナーがそれぞれ2ページ構成になり、後者にファンサイト『Angry Birds Nest』[106]へのリンクが追加された[107]。
- 2012年9月下旬のアップデートにより、トップページにFacebookの『Angry Birds Friends』ページへのリンクが設置された（従来通り、Extrasコーナーからもリンクされている）[108]。また、Extrasコーナーに『Bad Piggies』のFacebookページへのリンクが設置された。
- 2012年10月9日のアップデートにより、トップページに『Bad Piggies』公式サイトへのリンクが設置された。
- 2012年12月17日のアップデートにより、トップページにFacebook版『Angry Birds Star Wars』へのリンクが設置された。

#### アングリーバード クロームのログイン
全て無料だが、エピソードによってログインの条件が異なる。
- 『Poached Eggs』『Chrome Dimension』『アングリーバードxフジテレビ』はログイン不要。
- 『Season's Greedings』『Mighty Hoax』『Danger Above』『Cherry Blossom』『Easter Eggs』『Summer Pignic』『The Big Setup』『Ham 'em High』は、Gmailアカウントのログインが必要。なお、複数のPCで同じGmailアカウントを使用する場合でも、各PCのデータで別々に継続することになる。
- 『Wonderful Pistachios』は、レベル3以降にFacebookのログインが必要（賞金コンテスト応募のため）だったが、2011年末のコンテスト終了後は必要なくなった。2011年5月より新たなコンテストを実施中だが、ログインは不要である。
- 『Vuela Tazos』は登録が必要[109]。
- 『Heikki』[105]は登録が必要[110]。

#### アングリーバード クロームのエピソード
Poached Eggs
当初からプレイ可能。ログイン不要。
Season's Greedings
2011年11月末頃の大幅アップデートで追加。
レベルが現実の日付に対応しており、例えばレベル1は2011年12月1日、レベル20は12月20日に解禁。解禁日以降であれば、順番にプレイする必要はない（前のレベルをクリアしなくても次のレベルがプレイ可能）。
レベル5（Winter Wonderland Level）のみスコアをオンライン提出でき、第50位までのプレイヤーに景品が贈呈される（2011年12月31日締め切り）というコンテストが実施された。
各レベルを初めてプレイする際、先に日替わりクリスマス・コミックが表示される。
レベル25をクリアすると、『Danger Above』が解除される。
Google Chrome用の別アプリをインストールすることによって入手できる秘密コードを入力すると、隠しレベルが解除される。
Mighty Hoax
2011年11月末頃の大幅アップデートで追加。
Danger Above
2011年11月末頃の大幅アップデートで追加。Season's Greedingsのレベル25をクリアすると解除される。
Cherry Blossom
2012年3月初旬のアップデートで追加。内容については#Angry Birds Seasonsを参照。
Easter Eggs
2012年4月初旬のアップデートで追加。モチーフは復活祭で、敵がイースターバニーに扮していたり、草陰に隠れていたりする。見えない部分にあるイースターエッグを回収することにより、ボーナス・ステージを解除できる。
Summer Pignic
2012年6月25日のアップデートで追加。『Angry Bird Seasons』版では1日に1レベルずつ解禁されたが（2011年7月）、Chrome版では日付による制約がない。『Seasons』版は全30レベルあったが、こちらは全28レベル。全レベルで3ツ星を獲得するとボーナスレベル（Big Basket）が解除される。
The Big Setup
2012年8月7日のアップデートで追加。工事現場が舞台で、敵が黄色いヘルメットを着用している。主人公は基本的にBig Brother Birdのみ。特に1〜5レベルは1匹のBig Brother Birdでクリアしなければならない。途中からBoomerang Birdも登場。全45レベル。
Ham 'em High
2012年9月4日のアップデートで追加。テーマは西部劇で、背景にサボテンなどがあり、敵がカウボーイハットを着用。全45レベル。
Trick or Treat
2012年9月下旬のアップデートで追加。全45レベル。『Angry Bird Seasons』の同名エピソードと基本的に同じ。
Moon Festival
2012年9月下旬のアップデートで追加。全30レベル。『Angry Bird Seasons』の『Mooncake Festival』と基本的に同じ。

##### アングリーバード クロームの特別エピソード
以下は、Angry Birds Chromeサイトからリンクしている別サイトにあり、各エピソードの扉をクリックすると自動的に別タブが開く。
Wonderful Pistachios
2011年11月末頃に起動。レベル3からレベル5のランダムな位置に隠されているGolden Pistachioを見つける『The Hunt for the Golden Pistachio』コンテストが2011年12月1日から同31日まで実施された。また、2012年5月10日から同6月30日まで、Golden Pistachioを回収することによってFrequent Flyer Clubのレベルが上がり、それに応じて賞品がもらえるという『Frequent Flyer』コンテストを実施中である。なお、レベル5をクリアすると、「S」という特別レベルが解除される。
Tyrkisk Peber Volcano
2011年11月末頃に起動。各レベルのハイスコアをリアルタイムで競う。
YouTubeなどで秘密コードを入手することにより、隠しレベルを解除できる。
Vuela Tazos
2012年1月初旬頃に起動。レベル3までは自由にプレイできるが、コンテスト参加となるレベル4以降は、各レベルの提携商品のパッケージなどに印刷されている秘密コードを入力する必要がある。2012年6月25日のアップデートで削除（プロモーション終了のため）。
アングリーバードxフジテレビ
2012年3月初旬に起動。『Sakura Ninja』エピソードと『Poached Eggs』エピソードがあり、Mighty Eagleを無料で使用可能。『Sakura Ninja』は『Cherry Blossom』のフジテレビ仕様版で、主人公たちが日本風のイデタチに扮しており、最終レベルはフジテレビと関連している。『Poached Eggs』は本編の同エピソードとは個別にセーブされる。#Angry Birds Seasonsも参照。
Heikki
2012年6月25日のアップデートで追加。フィンランド出身のレーシングドライバー、ヘイキ・コバライネンとのコラボレーションによって、F1をモチーフにした背景やオブジェクト（チェッカーフラッグ、タイヤなど）が登場し、Red Birdがヘルメットを装着している。Mighty Eagleの代わりにHeikki Powerが利用できる。
telepizza.es
2012年6月25日のアップデートで追加。ピザやトマトなどのオブジェクトが登場。

#### アングリーバード クロームのボーナス・ステージ
Chrome Dimension
本編のゲーム（『Poached Eggs』『Season's Greedings』『Mighty Hoax』）内に隠されているGoogle Chromeロゴを拾うと解除される。
- 当初は6レベルのみだったが、『Season's Greedings』『Mighty Hoax』の追加とともに全10レベルに増えた。
- 『Danger Above』を解除すると、合計14レベルになる。
- 『The Big Setup』の追加とともに全18レベルに増えた。
- 『Ham 'Em High』の追加とともに全21レベルに増えた。
- 『Wonderful Pistachios』『Tyrkisk Peber Volcano』『Vuela Tazos』など、特別エピソードには対応していない。

#### アングリーバード クロームの特別キャラクター
2011年11月末頃の大幅アップデートにより、Mighty Eagleの使用が可能になった。通常の主人公たちの代わりにイワシの缶詰を投げつけると、それを好物とするMighty Eagleが画面いっぱいに現れ、一撃で敵を全滅させる。ただし、通常の得点の代わりにオブジェクトの破壊率が表示されるようになっており、ハイスコアのアップには繋がらない。
- 『Poached Eggs』『Sakura Ninja』では無料で使用できる。
- 『Season's Greedings』『Mighty Hoax』『Danger Above』『Cherry Blossom』『Easter Eggs』『Summer Pignic』『The Big Setup』『Trick or Treat』『Moon Festival』『Chrome Dimension』では99セントで使い放題。
- 『Wonderful Pistachios』『Tyrkisk Peber Volcano』『Vuela Tazos』には対応していない。

#### アングリーバード コミック
アングリーバード クロームの「エキストラ」コーナーでアングリーバード コミックが読める。2012年7月現在、2作品あり。
Christmas
- アングリーバード クロームへのSeason's Greedingsエピソード追加にちなんで登場（#Angry Birds Chromeのエピソードも参照）。
- 表示言語は、English（英語）のみ。

Year of the Dragon
- #Angry Birds Seasons（携帯機器用）へのYear of the Dragonエピソード追加にちなんで登場。
- 表示言語は、English（英語）、中文（簡体字）、粵語（繁体字）。

### Amazon Kindle Fire版
2011年11月18日、Amazon Kindle Fire版が発売になった。

### Facebook版
『アングリーバード フレンズ』というFacebookページが2012年5月に起動した。
基本は通常版と変わらないが、オリジナルのエピソードが登場している。また、課金を行うことでオリジナルのパワーアップアイテムを入手できるようになっているほか、仲間同士でのマッチング機能などが盛り込まれている。
Facebook限定で、2012年10月29日から同11月4日まで、ゾンビ豚などが登場する独自の6レベルを使用したハロウィン・トーナメントが開催される予定である。

### アングリーバード トリロジー
アメリカ合衆国で、『アングリーバード』『アングリーバード シーズンズ』『アングリーバード ブルー』を1つにまとめた『アングリーバード トリロジー』がXbox 360、ニンテンドー3DS、およびPlayStation 3向けに、2012年9月25日に発売された。従来のレベルに加え、『アングリーバード トリロジー』独自の新レベルも含まれている。また、随所にHDカットシーンも挿入されている。

## TVアニメ
アングリーバード トゥーンズは2Dのアニメとして、2013年3月16日から2016年5月13日までフィンランドで放映され、日本でも2013年9月にカートゥーン・ネットワークで放映された。現在は全話がyoutube上に公式からアップロードされている。

## 劇場アニメ
- アングリーバード (2016年)
- アングリーバード2 (2019年)